# AC Milan
Associazione Calcio Milan (phát âm tiếng Ý: [assotʃatˈtsjoːne ˈkaltʃo ˈmiːlan]), thường được gọi tắt là AC Milan (phát âm tiếng Ý: [a ˈtʃi ˈmiːlan]) hay đơn giản là Milan, là một câu lạc bộ bóng đá chuyên nghiệp có trụ sở tại Milan, Ý, được thành lập năm 1899. Câu lạc bộ đã dành toàn bộ lịch sử của mình, ngoại trừ các mùa giải 1980–81 và 1982–83, ở giải đấu hàng đầu của bóng đá Ý, được gọi là Serie A kể từ mùa giải 1929–30.
18 danh hiệu FIFA và UEFA của AC Milan là cao thứ 4 so với bất kỳ câu lạc bộ nào (cùng với Boca Juniors), và nhiều nhất so với bất kỳ câu lạc bộ Ý nào khác. Milan đã giành được kỷ lục chung ba Cúp liên lục địa và một FIFA Club World Cup, bảy danh hiệu European Cup/Champions League (kỷ lục của Ý), kỷ lục chung năm lần vô địch UEFA Super Cup và hai lần vô địch Cup Winners' Cup. Với 19 chức vô địch quốc gia, Milan là câu lạc bộ thành công thứ ba ở Serie A sau đối thủ địa phương Inter Milan (20 chức vô địch), sau Juventus (36 chức vô địch). Họ cũng đã 5 lần giành được Coppa Italia và 7 lần giành được Supercoppa Italiana (Siêu cúp Ý).
Các trận sân nhà của Milan được chơi tại San Siro, còn được gọi là sân vận động Giuseppe Meazza. Sân vận động, được xây dựng bởi chủ tịch thứ hai của Milan là Piero Pirelli vào năm 1926 và được chia sẻ từ năm 1947 với đối thủ cùng thành phố là Inter Milan, là sân vận động lớn nhất của bóng đá Ý, với tổng sức chứa là 75.817 chỗ ngồi. Họ có mối thù truyền kiếp với Inter, đội mà họ thi đấu trong trận Derby della Madonnina, một trong những trận derby được theo dõi nhiều nhất trong bóng đá.
Câu lạc bộ là một trong những câu lạc bộ giàu có nhất của bóng đá Ý và thế giới. Đội là một thành viên sáng lập của nhóm G-14, hiện đã không còn tồn tại, của các câu lạc bộ bóng đá hàng đầu châu Âu cũng như tổ chức thay thế nó, Hiệp hội các Câu lạc bộ Châu Âu.

## Lịch sử

### Thành lập và những năm đầu (1899–1950)
| "Saremo una squadra di diavoli. I nostri colori saranno il rosso come il fuoco e il nero come la paura che incuteremo agli avversari."— 1899, Herbert Kilpin | "Chúng ta sẽ là một đội của quỷ. Màu sắc của chúng tôi sẽ đỏ như lửa và đen như nỗi sợ hãi mà chúng tôi sẽ gây ra cho đối thủ của mình."— 1899, Herbert Kilpin |

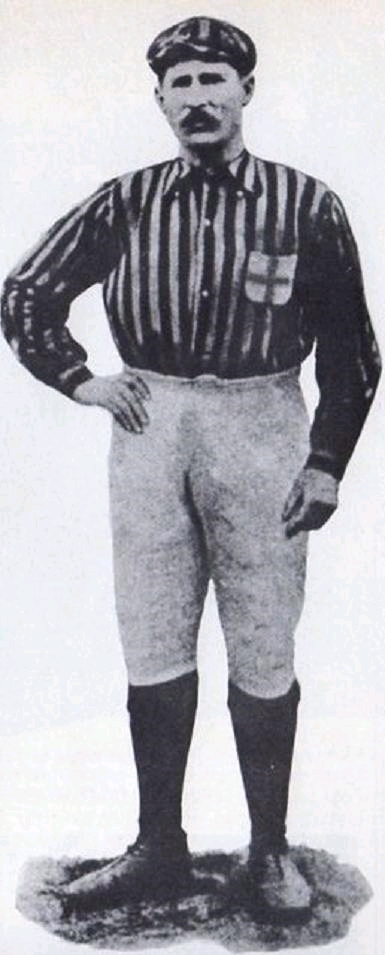
Herbert Kilpin, đội trưởng đầu tiên của câu lạc bộ và là một trong những thành viên sáng lập của câu lạc bộ

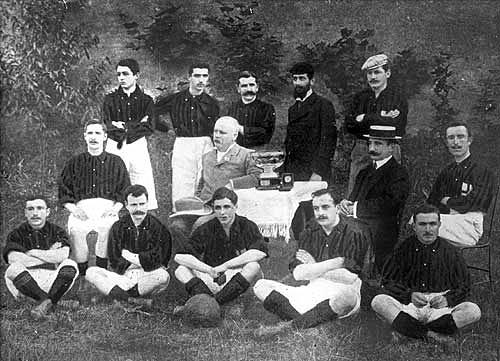
Đội hình AC Milan vô địch Ý năm 1901

AC Milan được thành lập với tên Milan Foot-Ball và Cricket Club vào năm 1899 bởi một người Anh xa xứ Herbert Kilpin. Câu lạc bộ tuyên bố ngày 16 tháng 12 năm đó là ngày thành lập của họ, nhưng bằng chứng lịch sử dường như cho thấy rằng câu lạc bộ đã thực sự được thành lập trước đó vài ngày, rất có thể là vào ngày 13 tháng 12. Tuy nhiên, với việc điều lệ của câu lạc bộ bị mất, ngày chính xác vẫn còn là điều gây tranh cãi.
Để tôn vinh nguồn gốc tiếng Anh của nó, câu lạc bộ đã giữ lại cách viết tiếng Anh của tên thành phố, trái ngược với cách viết tiếng Ý Milano, mà nó buộc phải mang dưới chế độ phát xít. Milan đã giành chức vô địch Ý đầu tiên tại 1901, làm gián đoạn quyền bá chủ ba năm của Genoa, và hai lần nữa liên tiếp tại 1906 và 1907. Câu lạc bộ đã tỏ ra thành công trong thập kỷ đầu tiên tồn tại, với một số danh hiệu quan trọng đã giành được, bao gồm, trong số những danh hiệu khác, "Medaglia del Re" ba lần, Palla Dapples 23 lần và giải đấu FGNI năm lần, một cuộc thi được tổ chức bởi Liên đoàn thể dục dụng cụ Ý nhưng không được Liên đoàn bóng đá Ý chính thức công nhận.

AC Milan ăn mừng sau khi giành chiến thắng trong trận chung kết European Cup Winners' Cup năm 1968

Năm 1908, Milan trải qua sự chia rẽ do bất đồng nội bộ về việc ký hợp đồng với các cầu thủ nước ngoài, dẫn đến việc thành lập một đội bóng khác có trụ sở tại Milan, F.C. Internazionale Milano (Inter Milan). Sau những sự kiện này, Milan đã không thể giành được một danh hiệu quốc nội nào cho đến 1950–51, với một số ngoại lệ được đại diện bởi Coppa Federale 1915–16 và Coppa Mauro 1917–18, hai giải đấu diễn ra trong Thế chiến I, đặc biệt là giải đấu trước, đã nhận được rất nhiều sự chú ý và tỏ ra có tính cạnh tranh cao, mặc dù chúng không được liên đoàn Ý chính thức công nhận.

### Trở lại vinh quang và khẳng định quốc tế (1950–1970)
Những năm 1950 chứng kiến câu lạc bộ trở lại đỉnh cao của bóng đá Ý, đứng đầu là bộ ba Gre-No-Li người Thụy Điển nổi tiếng Gunnar Gren, Gunnar Nordahl và Nils Liedholm. Đây là một trong những giai đoạn thành công nhất của câu lạc bộ trong nước, với Scudetto thuộc về Milan vào các năm 1951, 1955, 1957 và 1959. Thập kỷ này cũng chứng kiến những thành công châu Âu đầu tiên của Milan, với chức vô địch Latin Cup 1951 và 1956. Milan cũng là câu lạc bộ Ý đầu tiên tham dự Cúp C1 châu Âu mới ra đời trong mùa giải 1955–56, và lọt vào trận chung kết hai năm sau, khi họ bị đánh bại bởi Real Madrid.
Những năm 1960 bắt đầu với sự ra mắt của huyền thoại Milan Gianni Rivera vào năm 1960: ông ở lại với câu lạc bộ trong phần còn lại của sự nghiệp trong 19 mùa giải tiếp theo. Năm 1961, Nereo Rocco được bổ nhiệm làm huấn luyện viên mới của câu lạc bộ, đội bóng dưới sự dẫn dắt của ông đã ngay lập tức giành được scudetto ở mùa giải 1961–62, tiếp theo, trong mùa giải tiếp theo, là chức vô địch Cúp C1 châu Âu đầu tiên của Milan, đạt được sau khi đánh bại Benfica trong trận chung kết. Thành công này được lặp lại ở năm 1969, với chiến thắng 4–1 trước Ajax trong trận chung kết, tiếp theo là danh hiệu Cúp liên lục địa cùng năm. Trong giai đoạn này, Milan cũng đã giành được Coppa Italia đầu tiên, với chiến thắng trước Padova trong trận chung kết năm 1967, và hai European Cup Winners' Cup: vào các mùa giải 1967–68 và 1972–73.

### Scudettothứ 10 và sự suy tàn (1970–1986)
Ở trong nước, những năm 1970 được đặc trưng bởi việc theo đuổi danh hiệu Serie A thứ 10, mang lại cho người chiến thắng danh hiệu ngôi sao Scudetto. Trong ba năm liên tiếp, vào các năm 1971, 1972 và 1973, Milan kết thúc ở vị trí thứ hai tại giải vô địch, sau một số cuộc đọ sức đáng nhớ với Inter và Juventus. Cuối cùng, thành tích đã đạt được trong năm 1979. Cùng năm đó, Gianni Rivera giải nghệ và Franco Baresi ra mắt, trong mùa giải trọn vẹn đầu tiên của anh ấy với câu lạc bộ. Sau thành công này, đội bước vào thời kỳ sa sút. Câu lạc bộ trong năm 1980 dính vào Totonero scandal và bị trừng phạt xuống hạng tới Serie B lần đầu tiên trong lịch sử của câu lạc bộ. Vụ bê bối xoay quanh một tập đoàn cá cược trả tiền cho cầu thủ và quan chức để dàn xếp kết quả các trận đấu. Milan đã thăng hạng trở lại Serie A ngay lần nỗ lực đầu tiên, giành danh hiệu Serie B 1980–81, nhưng lại bị xuống hạng một năm sau đó khi đội kết thúc chiến dịch 1981–82 ở vị trí thứ ba từ dưới lên. Năm 1983, Milan vô địch Serie B lần thứ hai sau ba mùa giải để trở lại Serie A, nơi họ cán đích ở vị trí thứ sáu trong mùa giải 1983–84.

### Quyền sở hữu và vinh quang quốc tế của Berlusconi (1986–2012)

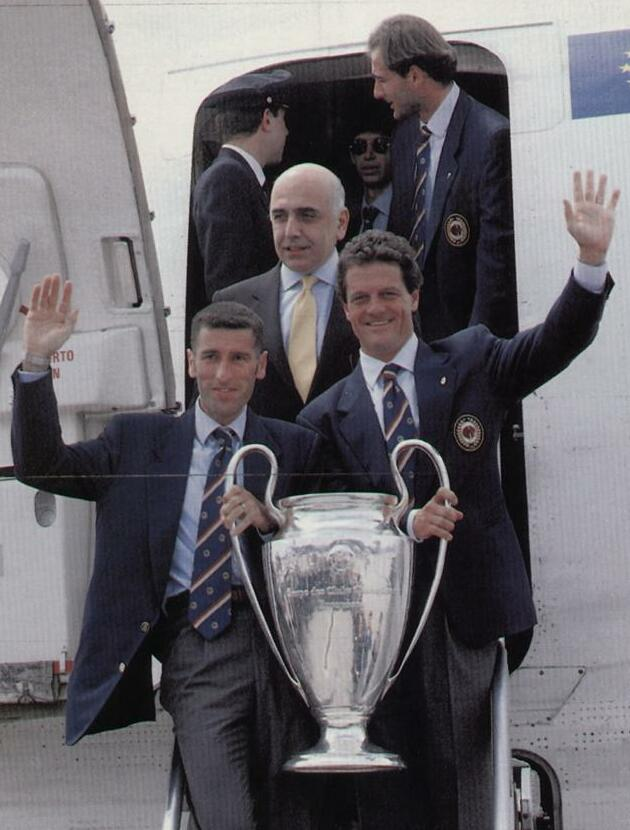
Tassotti (trái) cầm chiếc cúp UEFA Champions League cùng với huấn luyện viên Fabio Capello, sau chiến thắng của Milan trong giải đấu mùa giải 1993–94.

Vào ngày 20 tháng 2 năm 1986, doanh nhân Silvio Berlusconi (người sở hữu Fininvest và Mediaset) đã mua lại câu lạc bộ và cứu nó khỏi phá sản sau khi đầu tư một số tiền lớn, bổ nhiệm huấn luyện viên đang lên Arrigo Sacchi dẫn dắt Rossoneri và ký hợp đồng với các tuyển thủ quốc tế Hà Lan Ruud Gullit, Marco van Basten và Frank Rijkaard. Bộ ba người Hà Lan đã tạo thêm động lực tấn công cho đội, và bổ sung các tuyển thủ quốc tế người Ý cho câu lạc bộ là Paolo Maldini, Franco Baresi, Alessandro Costacurta và Roberto Donadoni. Dưới thời Sacchi, Milan đã giành được Scudetto đầu tiên sau chín năm ở mùa giải 1987–88. Năm sau, câu lạc bộ giành được Cúp châu Âu đầu tiên sau hai thập kỷ, đánh bại câu lạc bộ Romania Steaua București 4–0 trong trận chung kết. Milan đã giữ được danh hiệu của họ với chiến thắng 1–0 trước Benfica một năm sau đó và là đội cuối cùng vô địch liên tiếp Cúp châu Âu cho đến chiến thắng năm 2017 của Real Madrid. Đội Milan 1988–1990, có biệt danh là "Đội bóng bất tử" trên các phương tiện truyền thông Ý, đã được bầu chọn là đội bóng xuất sắc nhất mọi thời đại trong một cuộc thăm dò ý kiến toàn cầu của các chuyên gia được thực hiện bởi tạp chí World Soccer.
Sau khi Sacchi rời Milan vào năm 1991, ông được thay thế bởi cựu cầu thủ của câu lạc bộ là Fabio Capello, người đã giành được ba lần liên tiếp danh hiệu Serie A từ năm 1992 đến năm 1994, trong đó có chuỗi 58 trận bất bại ở Serie A (đã mang lại cho đội danh hiệu "Đội bóng bất bại"), và 2 lần liên tiếp vào chung kết UEFA Champions League vào các năm 1993, 1994 và 1995. Một năm sau khi thua 0–1 trước Marseille trong trận chung kết Champions League 1993, đội bóng của Capello đã đạt đến đỉnh cao trong một trong những trận đấu đáng nhớ nhất mọi thời đại của Milan, chiến thắng nổi tiếng 4–0 trước Barcelona trong trận chung kết Champions League 1994. Đội bóng của Capello tiếp tục giành chức vô địch giải đấu 1995–96 trước khi ông rời đi để huấn luyện Real Madrid vào năm 1996. Vào mùa giải 1998–99, sau hai năm sa sút, Milan đã giành chức vô địch lần thứ 16 trong mùa giải trăm năm của câu lạc bộ.

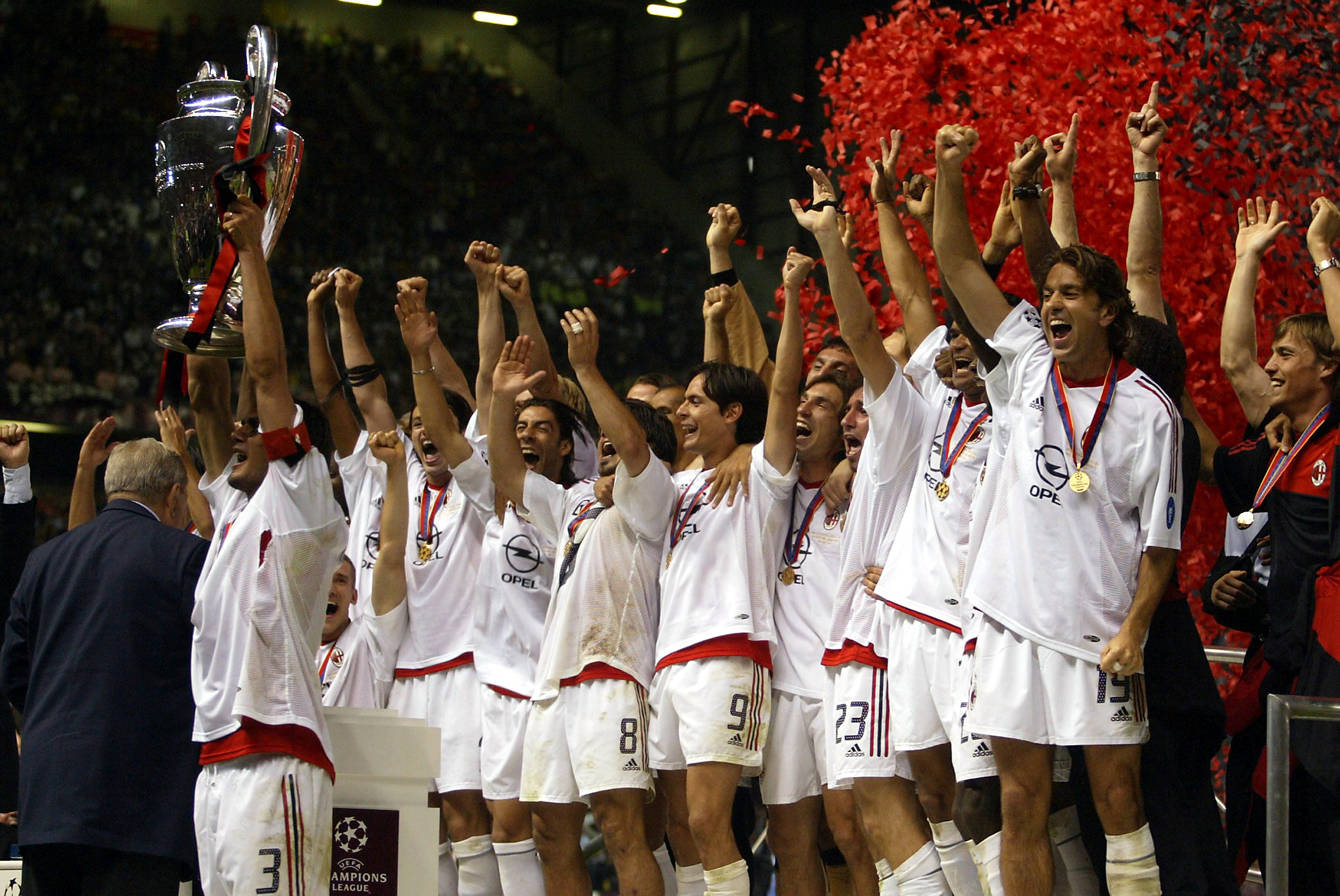
Đội trưởng Milan Paolo Maldini nâng cúp châu Âu sau khi họ vô địch UEFA Champions League 2002–03

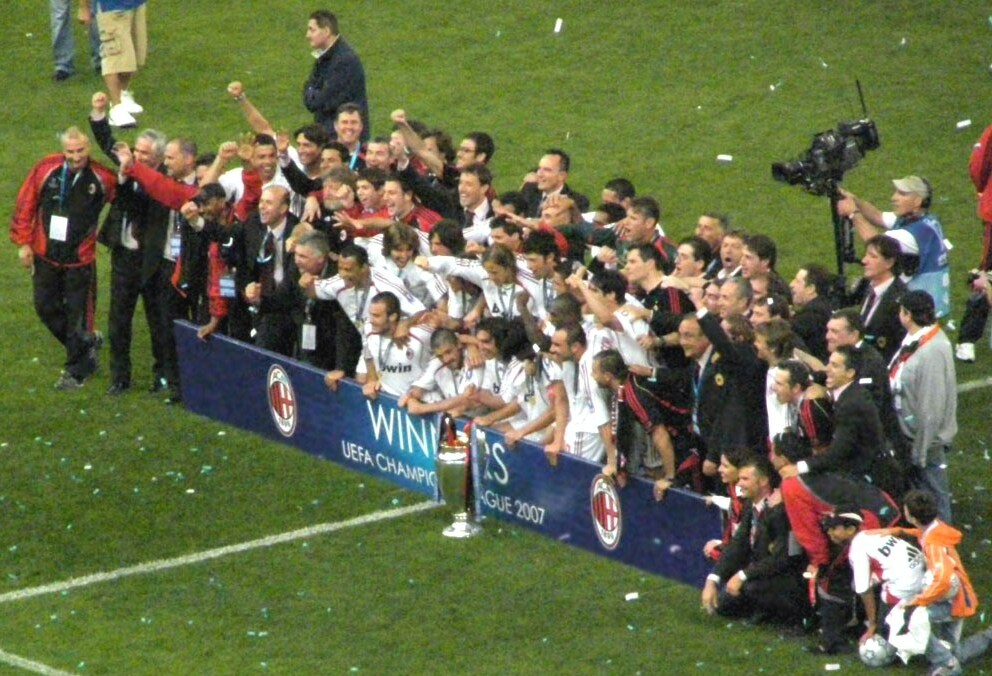
Milan ăn mừng chức vô địch UEFA Champions League 2006–07.

Giai đoạn thành công tiếp theo của Milan đến dưới thời một cựu cầu thủ khác, Carlo Ancelotti. Sau khi được bổ nhiệm vào tháng 11 năm 2001, Ancelotti đã đưa Milan đến Chung kết Champions League 2003, nơi họ đánh bại Juventus trên loạt sút luân lưu để giành chức vô địch cúp châu Âu lần thứ sáu của câu lạc bộ. Sau đó, đội đã giành được Scudetto ở mùa 2003–04 trước khi lọt vào Chung kết Champions League 2005, nơi họ bị đánh bại bởi Liverpool trên chấm phạt đền dù đã dẫn trước 3–0 sau hiệp một. Hai năm sau, hai đội gặp lại nhau trong Chung kết Champions League 2007, Milan giành chiến thắng 2–1 để lần thứ bảy nâng cao danh hiệu. Sau đó, đội đã giành được FIFA Club World Cup đầu tiên vào tháng 12 năm 2007. Năm 2009, sau khi trở thành huấn luyện viên phục vụ lâu thứ hai của Milan với 420 trận đấu được giám sát, Ancelotti rời câu lạc bộ để tiếp quản vị trí huấn luyện viên tại Chelsea.
Trong giai đoạn này, câu lạc bộ dính vào vụ bê bối Calciopoli, trong đó 5 đội bị buộc tội dàn xếp tỷ số bằng cách chọn những trọng tài có lợi. Một cuộc điều tra của cảnh sát đã loại trừ bất kỳ sự tham gia nào của các nhà quản lý Milan; Liên đoàn bóng đá Ý (FIGC) đơn phương quyết định rằng họ có đủ bằng chứng để buộc tội phó chủ tịch Milan Adriano Galliani. Kết quả là, ban đầu Milan bị trừ 15 điểm và bị cấm tham dự UEFA Champions League 2006–07. Kháng cáo cho thấy hình phạt giảm xuống còn trừ tám điểm, cho phép câu lạc bộ tiếp tục tham dự Champions League.
Sau hậu quả của Calciopoli, đối thủ cùng địa phương Internazionale đã thống trị Serie A, giành bốn Scudetti. Tuy nhiên, với sự giúp đỡ của một đội hình mạnh bao gồm những cầu thủ như Zlatan Ibrahimović, Robinho và Alexandre Pato cùng với nhiều cựu binh trong những thành công ở châu Âu giữa thập kỷ của câu lạc bộ, Milan đã giành lại Scudetto ở mùa giải Serie A 2010–11, lần đầu tiên kể từ mùa giải 2003–04 và thứ 18 chung cuộc.

### Thay đổi quyền sở hữu và suy yếu (2012–2019)

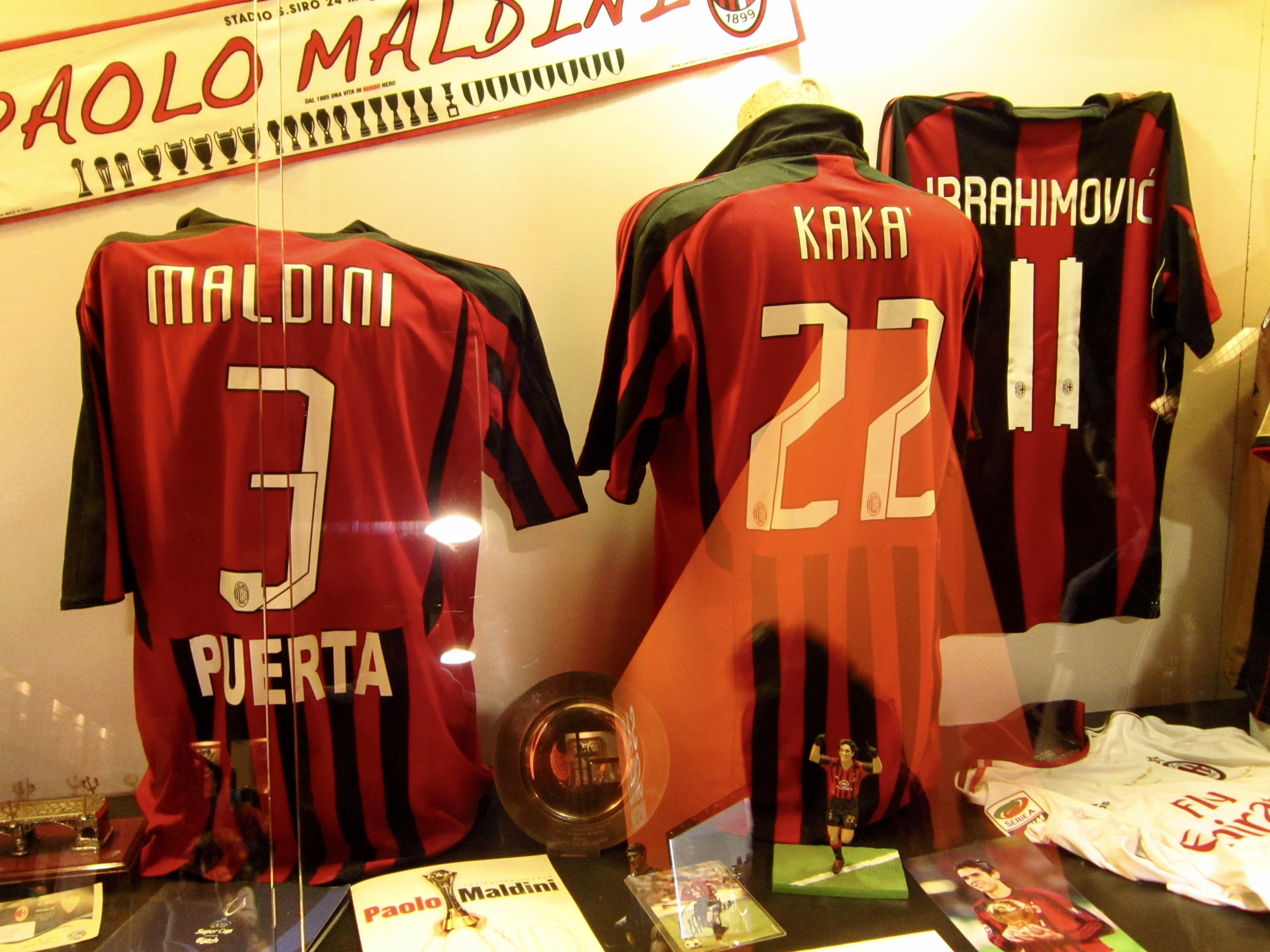
Áo đấu của Paolo Maldini (số 3), Kaká (số 22) và Zlatan Ibrahimović (số 11) ở bảo tàng San Siro.

Sau Scudetto thứ 18, câu lạc bộ sa sút phong độ. Milan đã không thể tham dự các giải đấu châu Âu trong một vài năm và chiếc cúp duy nhất giành được là Supercoppa Italiana 2016, đạt được dưới sự huấn luyện của Vincenzo Montella sau khi đánh bại Juventus trong loạt sút luân lưu.
Vào ngày 5 tháng 8 năm 2016, một thỏa thuận sơ bộ mới đã được ký kết với công ty quản lý đầu tư Trung Quốc Sino-Europe Sports Investment Management Changxing Co., theo đó Fininvest đã bán 99,93% cổ phần của Milan với giá khoảng 520 triệu euro, cộng với việc tân trang lại bộ phận tài chính khoản nợ của câu lạc bộ 220 triệu euro. Vào ngày 13 tháng 4 năm 2017, thỏa thuận đã hoàn tất và Rossoneri Sport Investment Lux trở thành công ty mẹ trực tiếp mới của câu lạc bộ. Để hoàn tất thỏa thuận, quỹ phòng hộ của Mỹ Elliott Management Corporation đã cung cấp cho Lý khoản vay 303 triệu euro (180 triệu euro để hoàn tất khoản thanh toán cho Fininvest và 123 triệu euro được phát hành trực tiếp cho câu lạc bộ). Vào ngày 10 tháng 7 năm 2018, Lý đã không theo kịp kế hoạch trả nợ của mình, bỏ qua việc gửi khoản trả góp 32 triệu euro đúng hạn để tái cấp vốn cho khoản vay 303 triệu euro nợ quỹ phòng hộ của Mỹ. Do đó, vào tháng 7 năm 2018, phương tiện đầu tư của chủ tịch Lý Dũng Hồng Rossoneri Champion Inv. Lux. đã bị loại bỏ tư cách là cổ đông của Rossoneri Sport Inv. Lux., công ty mẹ trực tiếp của câu lạc bộ, khiến phương tiện đầu tư chiếm đa số do Elliott Management Corporation kiểm soát, trở thành cổ đông duy nhất của Rossoneri Sport Inv. Lux.
Vào ngày 27 tháng 11 năm 2017, Montella bị sa thải do kết quả không tốt và được thay thế bởi cựu cầu thủ Gennaro Gattuso. Milan vượt qua vòng bảng UEFA Europa League 2018–19 sau khi đứng thứ 6 trong mùa giải Serie A 2017–18, nhưng bị UEFA cấm tham dự các giải đấu châu Âu do vi phạm Luật Công bằng Tài chính về việc không hòa vốn. Milan đã kháng cáo lên Tòa án Trọng tài Thể thao và đã bị hủy bỏ vào ngày 20 tháng 7 năm 2018.
Trong mùa giải đầu tiên Gattuso nắm quyền, Milan đã vượt quá mong đợi và dành phần lớn thời gian của chiến dịch trong top 4. Mặc dù thắng 4 trận cuối cùng nhưng Milan đã bỏ lỡ suất dự Champions League một điểm. Sau khi Milan không được dự Champions League, Gattuso từ chức huấn luyện viên trưởng. Vào ngày 19 tháng 6 năm 2019, Milan đã thuê cựu huấn luyện viên Sampdoria Marco Giampaolo theo hợp đồng 2 năm. Vào ngày 28 tháng 6 năm 2019, Milan đã bị loại khỏi UEFA Europa League 2019–20 vì vi phạm các quy định của Luật Công bằng Tài chính trong các năm 2014–2017 và 2015–2018.

### Lịch sử gần đây (2019–nay)

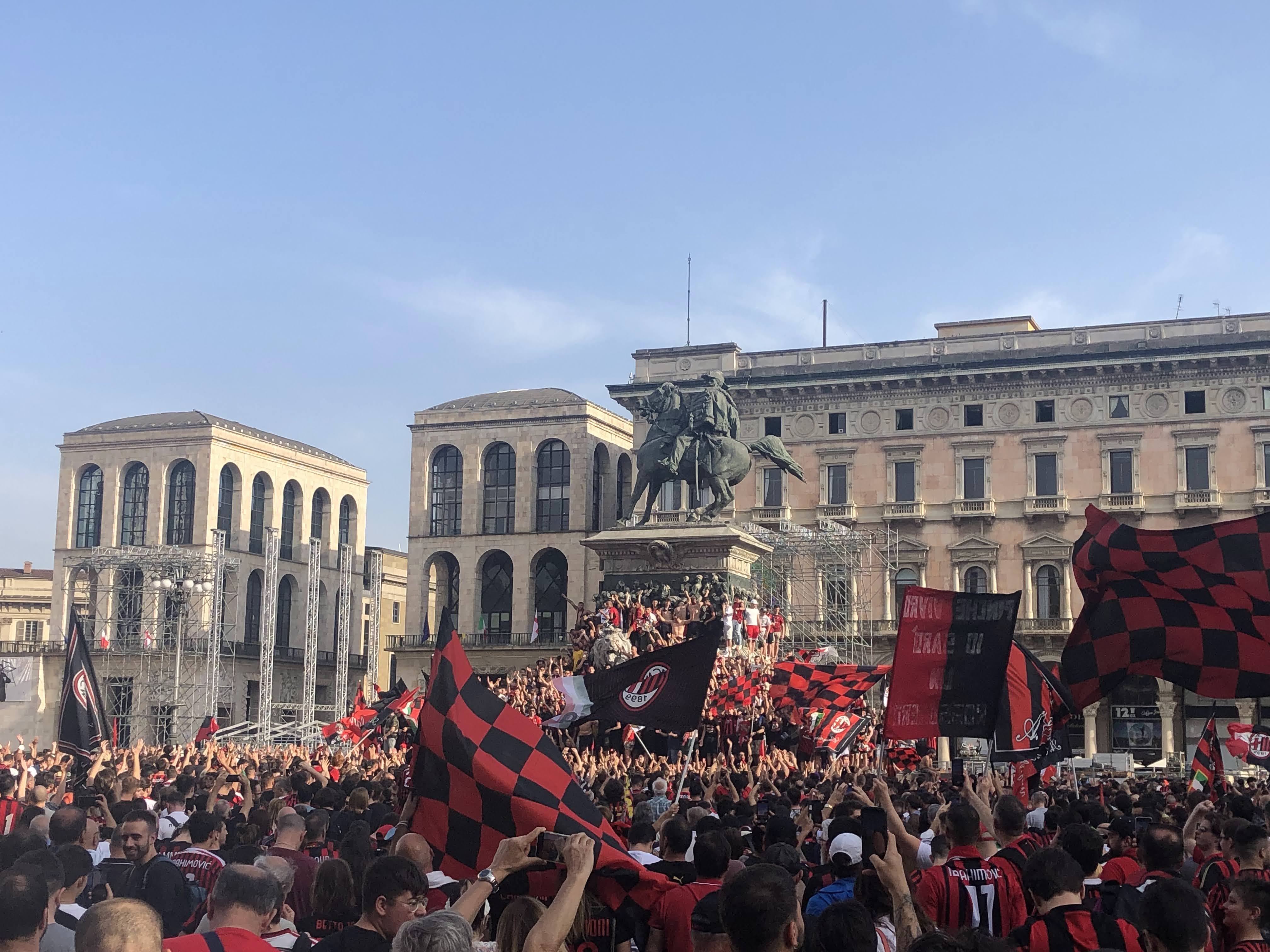
Cổ động viên Rossoneri ăn mừng chức vô địch Serie A 2021–22 ở Piazza del Duomo, Milan

Sau bốn tháng nắm quyền, Giampaolo bị sa thải sau khi thua bốn trong bảy trận đầu tiên, điều này càng trầm trọng hơn do màn trình diễn kém cỏi và sự thiếu tin tưởng của người hâm mộ. Stefano Pioli được thuê làm người thay thế. Sau khi bắt đầu lại chiến dịch Serie A do sự bùng phát của COVID-19, Milan đã có chuỗi 10 trận bất bại, thắng 7 trong chuỗi đó bao gồm các trận gặp Juventus, Lazio và Roma. Kỉ lục này khiến Milan từ bỏ kế hoạch thuê Ralf Rangnick làm người quản lý và giám đốc thể thao mới của họ, thay vào đó gia hạn hợp đồng của Pioli thêm 2 năm. Sau khởi đầu xuất sắc tại Serie A 2020–21, là phần tiếp theo của nửa sau mùa giải trước, Milan dưới sự dẫn dắt của Pioli trong mùa giải trọn vẹn đầu tiên của anh ấy đã cán đích ở vị trí thứ hai trong giải đấu, thành tích cao nhất của đội kể từ Serie A 2011–12. Kết quả này cho phép Milan đủ điều kiện tham dự UEFA Champions League 2021–22 cho mùa giải tiếp theo, đây sẽ là lần đầu tiên họ góp mặt tại UEFA Champions League sau bảy năm kể từ lần cuối cùng họ góp mặt tại UEFA Champions League 2013–14.
Milan đã giành được danh hiệu vô địch Ý lần thứ 19 ở vòng đấu cuối cùng của mùa giải 2021–22, với kỷ lục câu lạc bộ là 86 điểm. Đó là chức vô địch quốc gia đầu tiên của họ kể từ mùa giải 2010–11. Tại Serie A Awards, Rafael Leão được vinh danh là cầu thủ giá trị nhất của giải đấu, Mike Maignan là thủ môn xuất sắc nhất và Pioli là huấn luyện viên của mùa giải. Vào ngày 1 tháng 6 năm 2022, RedBird Capital Partners đã đồng ý mua lại A.C. Milan với giá 1,3 tỷ đô la, trong khi đó Elliott Management Corporation sẽ giữ cổ phần thiểu số.

## Màu áo và huy hiệu

Huy hiệu của thành phố Milan – là huy hiệu của câu lạc bộ được đeo trên trang phục thi đấu từ đầu đến giữa những năm 1940

Đỏ và đen là những màu đại diện cho câu lạc bộ trong suốt lịch sử của nó. Chúng được người sáng lập của đội Herbert Kilpin chọn để đại diện cho lòng nhiệt thành rực lửa của các cầu thủ (màu đỏ) và nỗi sợ hãi của đối thủ khi thách thức đội (màu đen). Rossoneri, biệt danh được sử dụng rộng rãi của đội, có nghĩa đen là "Đỏ & Đen" trong tiếng Ý, liên quan đến màu sắc của các sọc trên áo thi đấu của đội.
Một biệt danh khác bắt nguồn từ màu sắc của câu lạc bộ là Quỷ dữ. Hình ảnh một con quỷ đỏ đã được sử dụng làm biểu tượng của Milan tại một thời điểm với một Ngôi sao Vàng cho thành tích thể thao xuất sắc nằm bên cạnh. Theo thông lệ của bóng đá Ý, ngôi sao phía trên logo đã được trao cho câu lạc bộ sau khi giành được 10 chức vô địch vào năm 1979. Các logo chính thức của Milan luôn hiển thị Cờ Milan, ban đầu là cờ của Thánh Ambrose, bên cạnh sọc đỏ và đen. Huy hiệu hiện đại được sử dụng ngày nay đại diện cho màu sắc của câu lạc bộ và lá cờ của Comune di Milano, với từ viết tắt ACM ở trên cùng và năm thành lập (1899) ở dưới cùng. Đối với những gì liên quan đến huy hiệu được đeo trên bộ dụng cụ thi đấu, từ nguồn gốc cho đến giữa những năm 1940, nó chỉ đơn giản là lá cờ của Milan. Trong nhiều thập kỷ, không có logo câu lạc bộ nào được hiển thị, ngoại trừ logo của quỷ vào đầu những năm 1980. Huy hiệu câu lạc bộ xuất hiện rõ ràng trên các dải thi đấu vào năm 1995-96, với hình thức về cơ bản không thay đổi cho đến ngày nay.
Kể từ khi thành lập, bộ quần áo bóng đá sân nhà của AC Milan bao gồm áo sơ mi sọc đỏ đen, kết hợp với quần đùi trắng và tất đen; trong suốt nhiều thập kỷ, chỉ những thay đổi theo chu kỳ do thời trang thời trang quyết định mới ảnh hưởng đến mẫu này, mẫu này hầu như không thay đổi cho đến ngày nay. Vào thập kỷ đầu tiên của thế kỷ 20, trang phục thi đấu đầu tiên của Rossoneri là một chiếc áo sơ mi lụa đơn giản với những đường kẻ sọc mảnh, với huy hiệu của thành phố Milan được may ngang tim. Từ những năm 1910, các sọc được mở rộng theo một kiểu mẫu không thay đổi cho đến cuối những năm 1950. Những năm 1960 đánh dấu sự quay trở lại nguồn gốc, với việc sử dụng các sọc mỏng. Phong cách này sẽ tồn tại cho đến mùa giải 1985–86, với một intermezzo nhỏ từ năm 1980 đến năm 1982, khi các sọc lại chuyển sang kích thước trung bình. Một sự đổi mới đáng chú ý đã xảy ra trong giai đoạn này.
Từ mùa giải 1986–87, dưới sự thúc đẩy của chủ sở hữu câu lạc bộ mới Silvio Berlusconi, các sọc đã được đưa trở lại kích thước trung bình và màu của tất được đổi thành màu trắng, lấy cùng màu của quần đùi. Bằng cách đó, Berlusconi nhằm mục đích mang đến cho các cầu thủ vẻ ngoài thanh lịch hơn, cũng như làm cho bộ quần áo bóng đá có màu đỏ và đen dễ phân biệt hơn khi xem trên tivi so với bộ quần áo sọc mỏng, có thể nhìn từ xa và trên tivi. nhầm với áo toàn màu đỏ hoặc nâu. Phong cách này tiếp tục cho đến năm 1998. Bắt đầu từ mùa giải 1998–99, các bộ quần áo bóng đá bắt đầu được sửa đổi hàng năm trong thiết kế của chúng.
Trang phục thi đấu sân khách của Milan luôn có màu trắng hoàn toàn, đôi khi được trang trí bằng nhiều loại trang trí khác nhau, phổ biến nhất là một sọc đỏ và đen dọc hoặc ngang. Trang phục thi đấu sân khách màu trắng được cả người hâm mộ và câu lạc bộ coi là trang phục may mắn trong các trận chung kết Champions League, bởi thực tế là Milan đã thắng sáu trong tám trận chung kết trong trang phục toàn màu trắng (chỉ thua Ajax năm 1995 và Liverpool năm 2005), và chỉ thắng một trong ba trận trên sân nhà. Dải thứ ba, hiếm khi được sử dụng, thay đổi hàng năm, chủ yếu là màu đen với các đường viền màu đỏ.
| "Tôi không thể nghĩ ra nhiều áo đấu ngoài kia dễ nhận biết như của Milan. – Bộ trang phục của chúng tôi vượt ra ngoài lĩnh vực bóng đá."— Trong một cuộc phỏng vấn với SoccerBible, cầu thủ Milan Gianluca Lapadula đã khen ngợi thiết kế mang tính biểu tượng của Rossoneri. |

Logo đầu tiên của "Milan Foot-Ball and Cricket Club", sử dụng từ 1899 đến 1916
Logo Milan được sử dụng từ 1936 đến 1945
Logo của Milan được sử dụng từ năm 1946 đến 1979, với một số thay đổi trong những năm qua
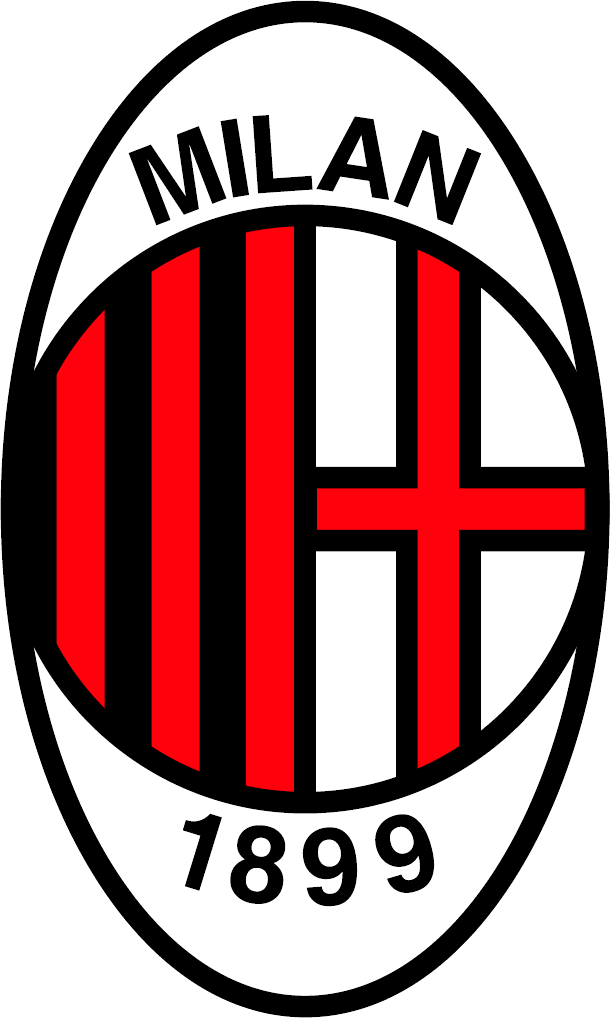
Logo Milan được sử dụng từ 1986 đến 1998
Logo Milan được sử dụng từ năm 1998

### Nhà tài trợ trang phục thi đấu và nhà tài trợ áo đấu
| 1978–80 | Adidas        |                 |                           | Không có | Không có | Không có | Không có | Không có | Không có | Không có | Không có | Không có | Không có | Không có | Không có | Không có | Không có | Không có | Không có |
| 1980–82 | Linea Milan   | Pooh Jeans      | Italiana Manifatture None | Không có | Không có | Không có | Không có | Không có | Không có | Không có | Không có | Không có | Không có | Không có | Không có | Không có | Không có | Không có | Không có |
| 1982–83 | NR            | Hitachi         | Hitachi Europe            | Không có | Không có | Không có | Không có | Không có | Không có | Không có | Không có | Không có | Không có | Không có | Không có | Không có | Không có | Không có | Không có |
| 1983–84 | NR            | Cuore           | Cuore                     | Không có | Không có | Không có | Không có | Không có | Không có | Không có | Không có | Không có | Không có | Không có | Không có | Không có | Không có | Không có | Không có |
| 1984–85 | Rolly Go      | Oscar Mondadori | Arnoldo Mondadori Editore | Không có | Không có | Không có | Không có | Không có | Không có | Không có | Không có | Không có | Không có | Không có | Không có | Không có | Không có | Không có | Không có |
| 1985–86 | Gianni Rivera | Fotorex U-Bix   | Olivetti                  | Không có | Không có | Không có | Không có | Không có | Không có | Không có | Không có | Không có | Không có | Không có | Không có | Không có | Không có | Không có | Không có |
| 1986–87 | Kappa         | Fotorex U-Bix   | Olivetti                  | Không có | Không có | Không có | Không có | Không có | Không có | Không có | Không có | Không có | Không có | Không có | Không có | Không có | Không có | Không có | Không có |
| 1987–90 | Kappa         | Mediolanum      | Mediolanum                | Không có | Không có | Không có | Không có | Không có | Không có | Không có | Không có | Không có | Không có | Không có | Không có | Không có | Không có | Không có | Không có |
| 1990–92 | Adidas        | Mediolanum      | Mediolanum                | Không có | Không có | Không có | Không có | Không có | Không có | Không có | Không có | Không có | Không có | Không có | Không có | Không có | Không có | Không có | Không có |
| 1992–93 | Adidas        | Motta           | Motta                     | Không có | Không có | Không có | Không có | Không có | Không có | Không có | Không có | Không có | Không có | Không có | Không có | Không có | Không có | Không có | Không có |
| 1993–94 | Lotto         | Motta           | Motta                     | Không có | Không có | Không có | Không có | Không có | Không có | Không có | Không có | Không có | Không có | Không có | Không có | Không có | Không có | Không có | Không có |
| 1994–98 | Lotto         | Opel            | General Motors            | Không có | Không có | Không có | Không có | Không có | Không có | Không có | Không có | Không có | Không có | Không có | Không có | Không có | Không có | Không có | Không có |
| 1998–06 | Adidas        | Opel            | General Motors            | Không có | Không có | Không có | Không có | Không có | Không có | Không có | Không có | Không có | Không có | Không có | Không có | Không có | Không có | Không có | Không có |
| 2006–10 | Adidas        | Bwin            | Bwin                      | Không có | Không có | Không có | Không có | Không có | Không có | Không có | Không có | Không có | Không có | Không có | Không có | Không có | Không có | Không có | Không có |
| 2010–18 | Adidas        | Emirates        | The Emirates Group        | Không có | Không có | Không có | Không có | Không có | Không có | Không có | Không có | Không có | Không có | Không có | Không có | Không có | Không có | Không có | Không có |
| 2018–21 | Puma          | Emirates        | The Emirates Group        | Không có | Không có | Không có | Không có | Không có | Không có | Không có | Không có | Không có | Không có | Không có | Không có | Không có | Không có | Không có | Không có |
| 2021–   | Puma          | Emirates        | The Emirates Group        | wefox    | BitMEX   |          |          |          |          |          |          |          |          |          |          |          |          |          |          |

### Thỏa thuận trang phục
| Nhà cung cấp trang phục | Giai đoạn | Công bố hợp đồng    | Thời hạn hợp đồng | Giá trị                            | Ghi chú |
| ----------------------- | --------- | ------------------- | ----------------- | ---------------------------------- | --- |
| Adidas                  | 1998–2018 | 9 tháng 10 năm 2013 | 2013–2018         | 20 triệu € mỗi năm                 | Thời hạn hợp đồng ban đầu: 2013–2023 Hợp đồng bị chấm dứt trước thời hạn theo sự đồng ý của cả hai bên vào cuối mùa giải 2017–18. |
| Puma                    | 2018–nay  | 12 tháng 2 năm 2018 | 2018–nay          | Từ 10 triệu đến 15 triệu € mỗi năm | |

### Bài hát và linh vật
"A.C. Milan Anthem – Milan Milan" ra mắt năm 1988 và được sáng tác bởi Tony Renis và Massimo Guantini.
Linh vật chính thức, được thiết kế bởi Warner Bros., là "Milanello", một con quỷ đỏ với trang phục thi đấu của A.C. Milan và một quả bóng.

## Cơ sở vật chất

### Sân nhà

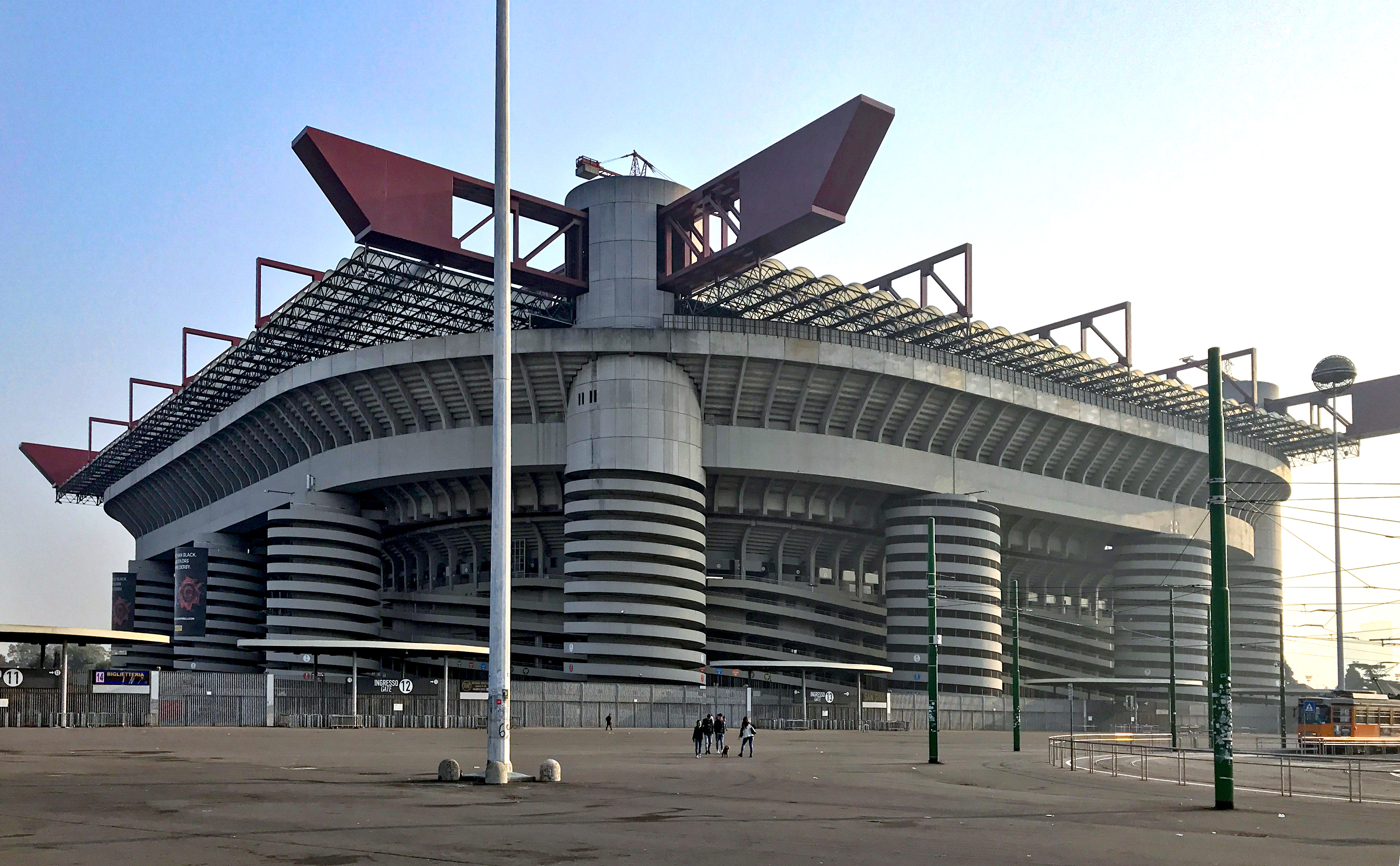
Bên ngoài sân vận động.

Sân vận động mà Milan thi đấu được gọi là sân vận động Giuseppe Meazza, cũng được biết đến với tên San Siro (sân này ở trong quận "San Siro"). Sân được xây dựng vào tháng 12 năm 1925 theo mong muốn của Piero Pirelli, chủ tịch AC Milan. Sân được khánh thành vào ngày 19 tháng 9 sau 1 năm khởi công, và mở màn là 1 trận Derby Milano, trận đấu đã kết thúc với tỷ số 6-3 nghiêng về Inter. Hội đồng thành phố Milan mua lại SVĐ vào năm 1935, và 4 năm sau nó được nâng cấp thêm 15.000 chỗ ngồi. Đội tuyển Anh là những khách mời danh dự cho buổi ra mắt sân sau khi sửa chữa vào ngày 13/5/1939.
Inter trở thành đồng sở hữu sân với Milan vào năm 1947, và hai đội vẫn chung "nhà" kể từ đó cho tới nay. Một thập kỷ sau ngày Nerazzurri giành nửa quyền sở hữu San Siro, các bộ đèn pha được lắp đặt để phục vụ các trận đấu thuộc đấu trường châu Âu. Vào năm 1955, sân được mở rộng lên đến 50.000 chỗ ngồi.
Trước đây nó chỉ được biết đến với cái tên San Siro, tên mới được đặt vào năm 1980 sau khi Giuseppe Meazza qua đời. Meazza là một cầu thủ nổi tiếng của Internazionale trong thập niên 1930 và cũng đã từng thi đấu cho A.C. Milan trong một thời gian ngắn. Với vai trò là một cầu thủ, ông đã giành hai chức vô địch World Cup khi khoác áo tuyển Ý (vào các năm 1934 và 1938), cùng với Giovanni Ferrari trở thành một trong hai cầu thủ Ý duy nhất đoạt chức vô địch FIFA World Cup hai lần.

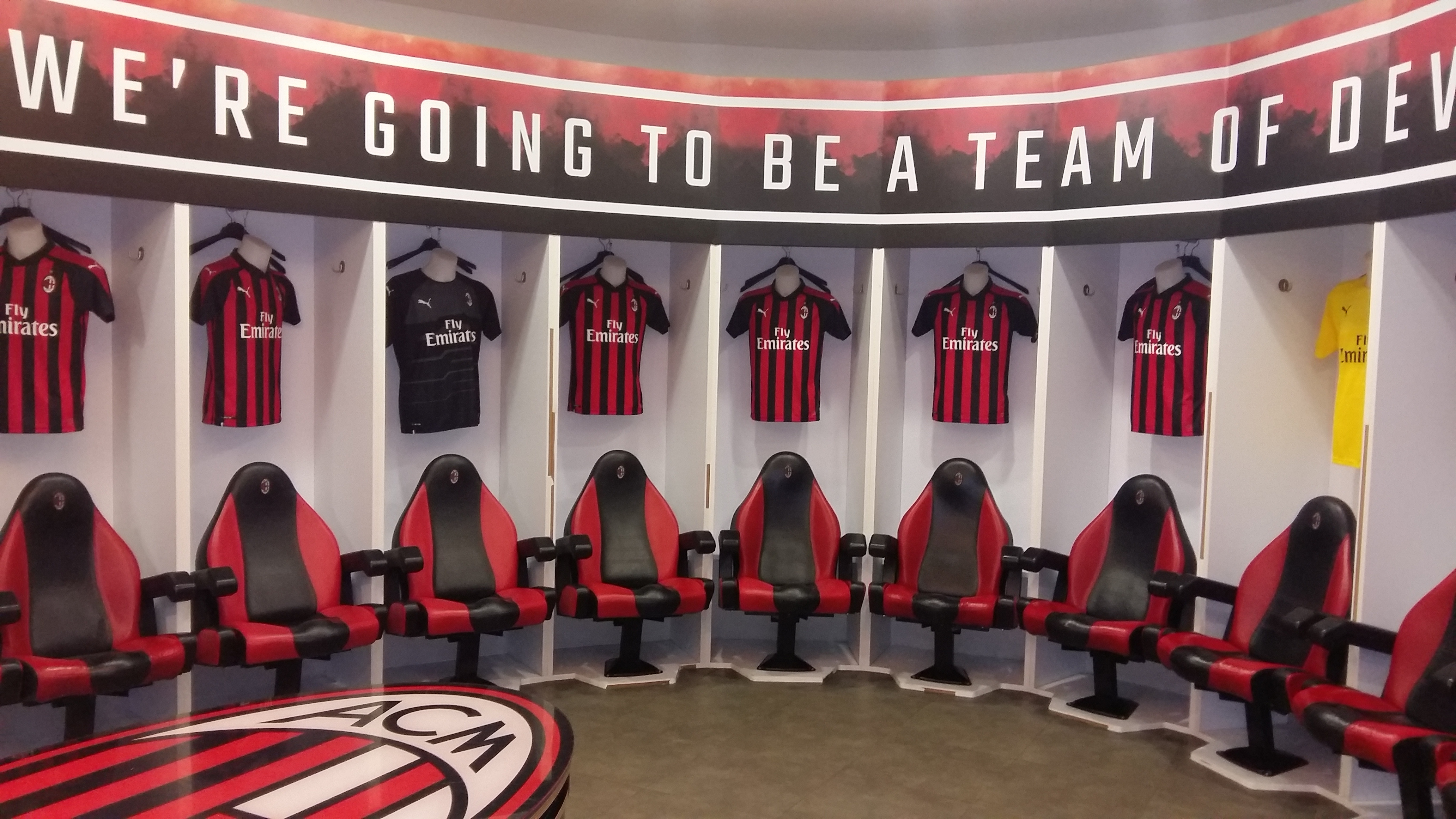
Bên trong phòng thay đồ.

Để chuẩn bị cho World Cup 1990, tầng 3 khán đài đã được xây thêm, nâng tổng sức chứa của sân lên 87.500 chỗ, đồng thời tất cả khán đài được lắp ghế. 11 tòa tháp bên ngoài sân được bổ sung năm 1987, 4 trong số đó nằm ở 4 góc để nâng đỡ mái che.
Vào năm 2016, sân được chọn để đăng cai tổ chức trận chung kết UEFA Champions League năm 2016. Giuseppe Meazza là sân vận động được tiêu chuẩn UEFA đánh giá là một trong nhũng sân vận động ưu tú bậc nhất châu Âu.
Tháng 6/2019, AC Milan và Inter Milan thống nhất sẽ cùng nhau xây dựng một sân vận động mới ở ngay bên cạnh sân Giuseppe Meazza, dự kiến hoàn thành vào năm 2022. Đến khi sân vận động mới hoàn thành thì sân Giuseppe Meazza sẽ bị phá bỏ.

### Trụ sở

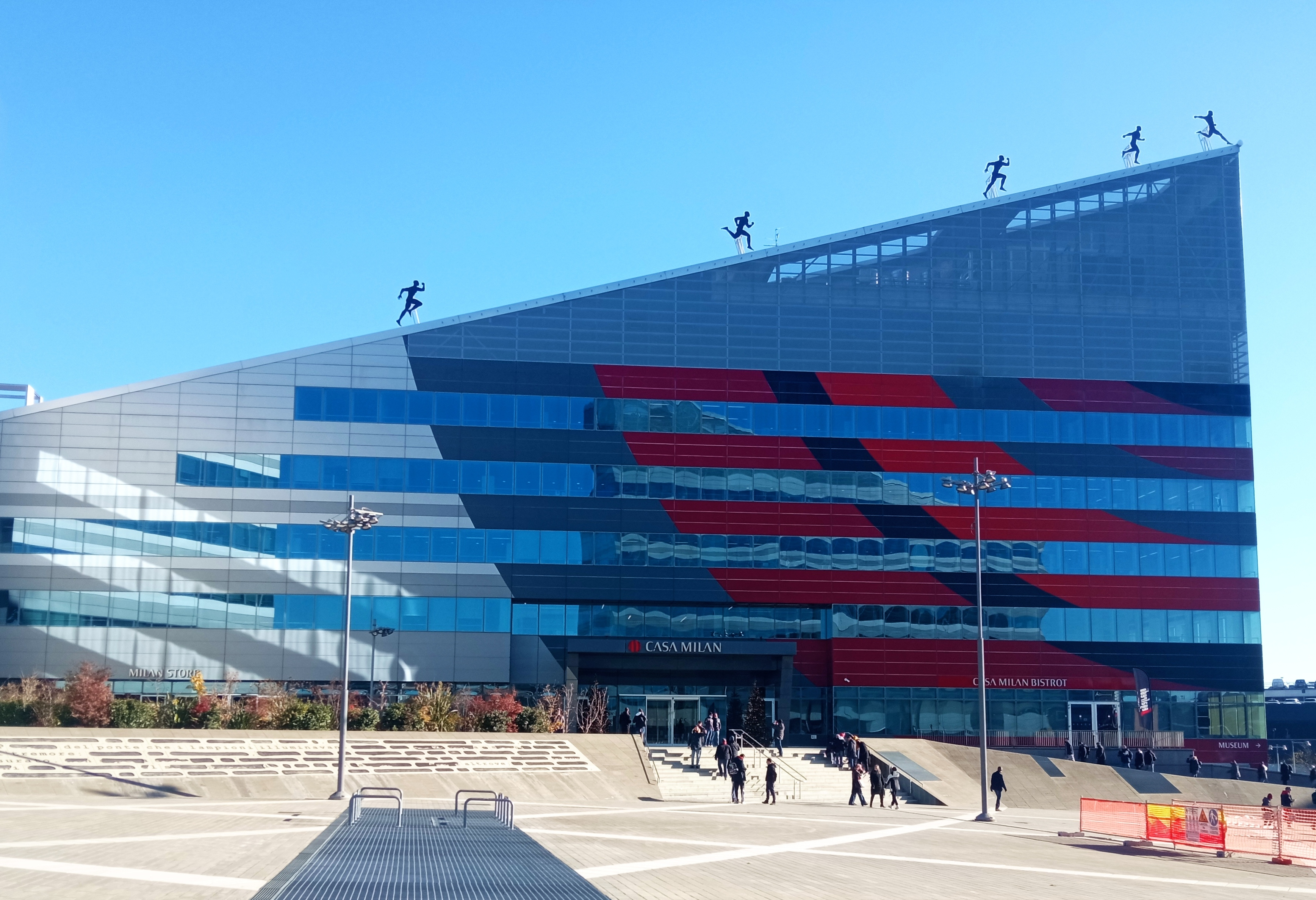
Bên ngoài trụ sở Casa Milan.

Casa Milan, trụ sở mới của CLB đã chính thức được công bố trong một buổi lễ long trọng vào ngày 3 tháng 4 năm 2014. Casa Milan có diện tích 9000 mét vuông, do kiến trúc sư Fabio Novembre thiết kế. Nó được xây trên khu đất do con gái cựu chủ tịch Milan, Silvio Berlusconi, là cô Barbara Berlusconi chọn như một phần trong kế hoạch lớn nhằm thay đổi toàn diện CLB của Lady B. Trụ sở này sẽ kết hợp với sân vận động mới sắp xây dựng tạo thành một khu phức hợp giải trí thể thao hàng đầu thế giới trong tương lai.
Tòa building được kết hợp hài hòa giữa những thiết kế theo kiểu "sọc" trên nền 2 màu đỏ đen với khoảng 3000 mét vuông dành cho các văn phòng. Diện tích còn lại được chia đều cho các công trình khác.
Trong trụ sở chính mới Casa Milan bao gồm bảo tàng Milan (Milan World Museum) với diện tích rộng 1000 mét vuông, trưng bày toàn bộ thông tin về bề dày 114 năm lịch sử của CLB. Các CĐV sẽ lần lượt được đi qua: Gallery of Champions (thông tin và hình ảnh những cầu thủ từng thi đấu cho CLB), The Golden Ball (vinh danh những cầu thủ xuất sắc nhất trong màu áo CLB), Trophy Room (nơi trưng bày các cúp và danh hiệu CLB đã giành được). Toàn bộ bảo tàng được xây dựng để tương tác với người xem, nhờ những công nghệ mới nhất của Google. Ngoài ra, các hoạt động và trò chơi trong bảo tàng được thiết kế cho mọi lứa tuổi, từ trẻ em đến người lớn.
Bên cạnh đó còn có cửa hàng thể thao Milan Store rộng 450 mét vuông, mở cửa từ 10 giờ sáng đến 8h tối. Tại đây sẽ có những vật phẩm và sách đặc biệt về câu lạc bộ AC Milan sẽ không thể tìm thấy tại bất kỳ cửa hàng nào trên toàn thế giới. Phòng bán vé tọa lạc ngay cạnh và có cùng giờ mở cửa với Milan Store, nơi các cổ động viên có thể mua vé vào xem bất kỳ trận đấu nào của câu lạc bộ.

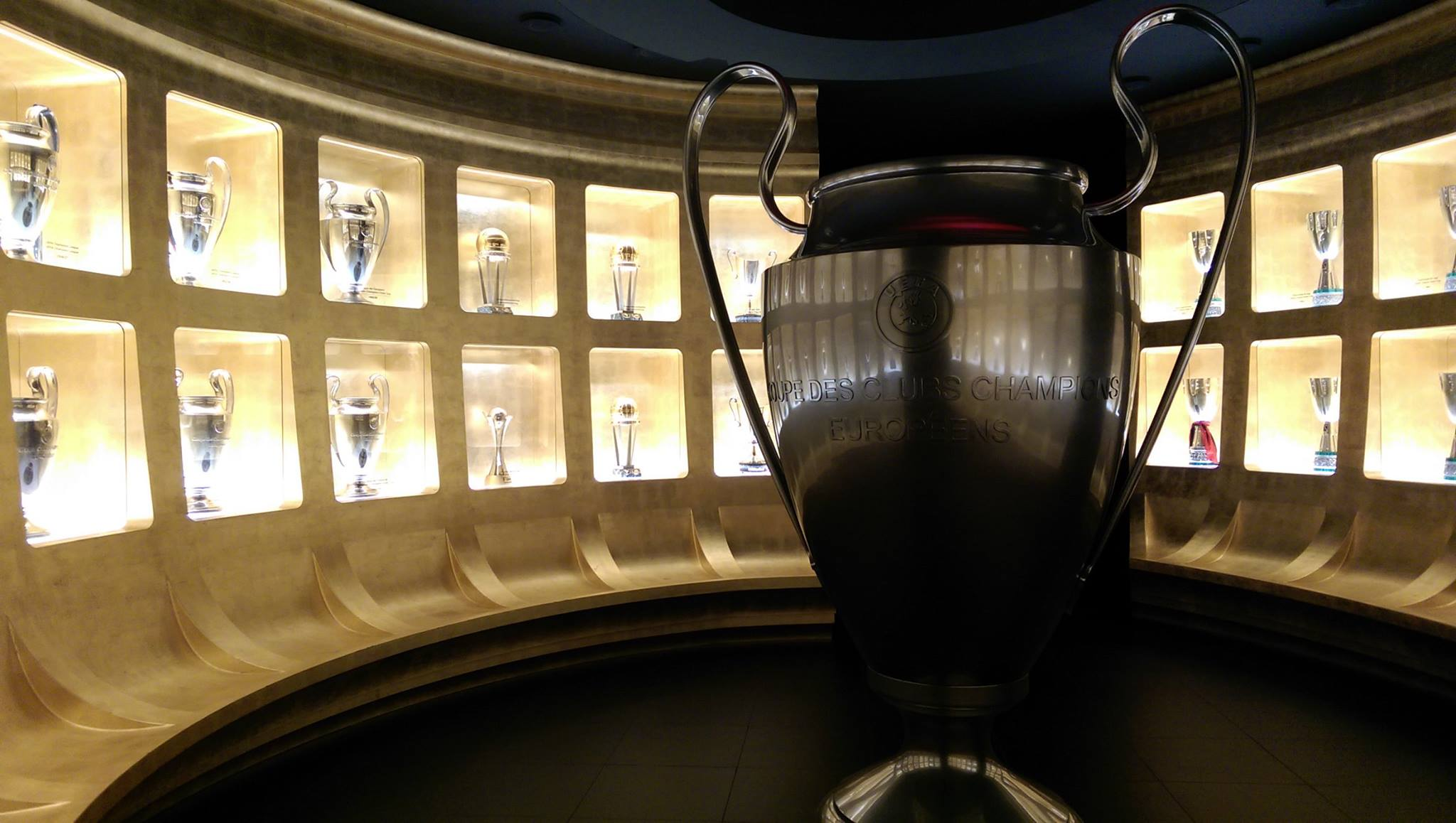
Phòng truyền thống bên trong trụ sở.

Khu ẩm thực Cucina Milanello (Milanello Cuisine) rộng 450 mét vuông, mở cửa từ 8 giờ sáng đến 12h đêm. Phục vụ đầy đủ từ bữa sáng, bữa trưa cho đến bữa tối với rất nhiều màn ảnh rộng để các CĐV có thể thưởng thức các trận đấu của CLB cũng như các sự kiện thể thao nổi tiêng khác. Đặc biệt, toàn bộ các món ăn tại đây đều được thiết kế bởi những đầu bếp nổi tiếng đang phục vụ cho đội một, đảm bảo sự ngon miệng cũng như cân bằng dinh dưỡng. Bên ngoài là quảng trường Milan rộng đến 2.500 mét vuông, là nơi rộng nhất và quan trọng nhất của Casa Milan. Đây là khu vực gặp mặt của các fan, tổ chức ăn mừng và các sự kiện lớn như giới thiệu ngôi sao mới, các buổi giao lưu với fan hâm mộ...
Mặt ngoài tòa nhà văn phòng tại Casa Milan là một màn hình khổng lồ sẽ liên tuc trình chiếu các hình ảnh về CLB. Riêng trong dịp World Cup, các CĐV có thể dễ dàng thưởng thức các trận đấu tại đây. Toàn bộ khuôn viên trụ sở được trang bị Wifi miễn phí với tốc độ cao nhằm tạo điệu kiện tốt nhất cho các nhân viên cũng như CĐV.
Casa Milan được thiết kế "mở" nhằm tạo điều kiện để mở rộng cũng như thêm vào các dịch vụ mới trong tương lai.

### Trung tâm thể thao Milanello

Bên ngoài trung tâm Milanello.

Trung tâm thể thao Milanello, thường được gọi ngắn gọn là Milanello, là cơ sở đào tạo riêng của câu lạc bộ Associazione Calcio Milan. Được xây dựng vào năm 1963, trung tâm rộng khoảng 160.000 mét vuông, bao gồm một cây bạch kim và một cái hồ nhỏ. Nó nằm giữa các thị trấn Carnago, Cassano Magnago và Cairate, thuộc tỉnh Varese, cách Milan khoảng 40 km về phía tây bắc.
Milanello là một tài sản quan trọng không chỉ cho câu lạc bộ Milan, mà còn cho cả hệ thống bóng đá của nước Ý. Đây thực sự vốn là mong muốn theo đuổi của Andrea Rizzoli, người đã quyết định đề xuất xây dựng trung tâm thể thao Milanello. Các cơ sở của Milanello thường được sử dụng bởi Liên đoàn bóng đá Ý để chuẩn bị giải đấu quan trọng của đội tuyển quốc gia Ý, chẳng hạn như giải vô địch châu Âu vào năm 1988, 1996 và 2000.
Tại Milanello, có 6 sân cỏ thường, 1 sân cỏ tổng hợp, sân có độ phủ và sân ngoài cỏ trời nhỏ thường được các cầu thủ Milan gọi là sân lồng bởi vì xung quanh sân được bao quanh bởi các hàng rào cao 2,5 m. Lối đi là một con đường chạy qua khu rừng dài 1200 m ở các độ cao khác nhau được sử dụng trong suốt mùa giải để tập thể lực cho các cầu thủ (chạy và đạp xe) và phục hồi những cầu thủ bị chấn thương. Tòa nhà chính của trung tâm là tòa nhà hai tầng (cộng với tầng hầm) để lưu trữ văn phòng, phòng họp mặt của các cầu thủ, phòng truyền thông, phòng bơi, quầy bar, nhà bếp, hai phòng ăn, phòng báo chí, phòng họp, phòng giặt, phòng ủi và trung tâm y tế. Bên cạnh tòa nhà chính là khu ký túc xá, nơi được xây dựng dành cho các cầu thủ trẻ sinh hoạt.

## Cổ động viên

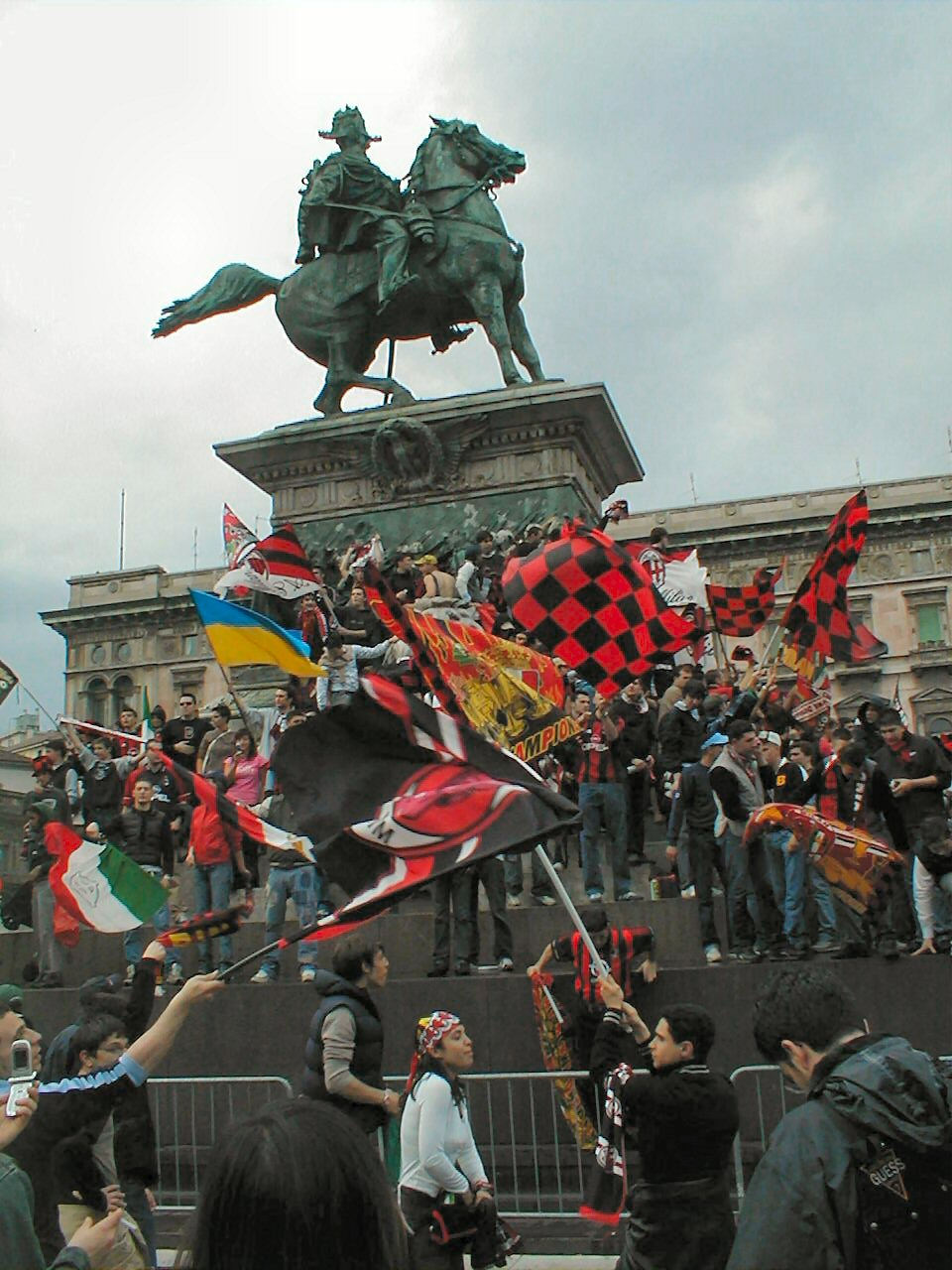
Milanista ăn mừng tại quảng trường Piazza del Duomo

Theo kết quả một cuộc thăm dò do tổ chức thống kê Demos thực hiện và đăng trên tờ La Repubblica ngày 20 tháng 8 năm 2008 thì A.C. Milan là câu lạc bộ bóng đá được yêu thích thứ ba ở Ý. Theo đó có 13,6% cổ động viên Ý ủng hộ Milan so với 32,5% của Juventus và 14% của Inter. Theo một cuộc thăm dò khác tiến hành tháng 7 năm 2007 do viện thăm dò Renato Mannheimer (Ispo) thực hiện và kết quả được đăng trên tờ La Gazzetta dello Sport thì Milan chiếm 12,4% cổ động viên Ý, xếp sau Juventus với 17,4% nhưng xếp trên Inter với 11%. Ở cấp độ châu lục, theo một thống kê năm 2008 của tờ Sport+Markt thì Milan là câu lạc bộ có đông cổ động viên thứ 5 ở châu Âu và đứng đầu trong số các câu lạc bộ Ý.
Nhóm cổ động viên cuồng nhiệt (ultras) lâu đời nhất của bóng đá Ý là nhóm Fossa dei Leoni chuyên cổ vũ cho A.C. Milan được thành lập từ năm 1968 ở Milano. Tới năm 2005 thì nhóm này giải tán vì vậy nhóm ultras lớn nhất của Milan hiện là Brigate Rossonere vốn được thành lập từ giữa thập niên 1970.

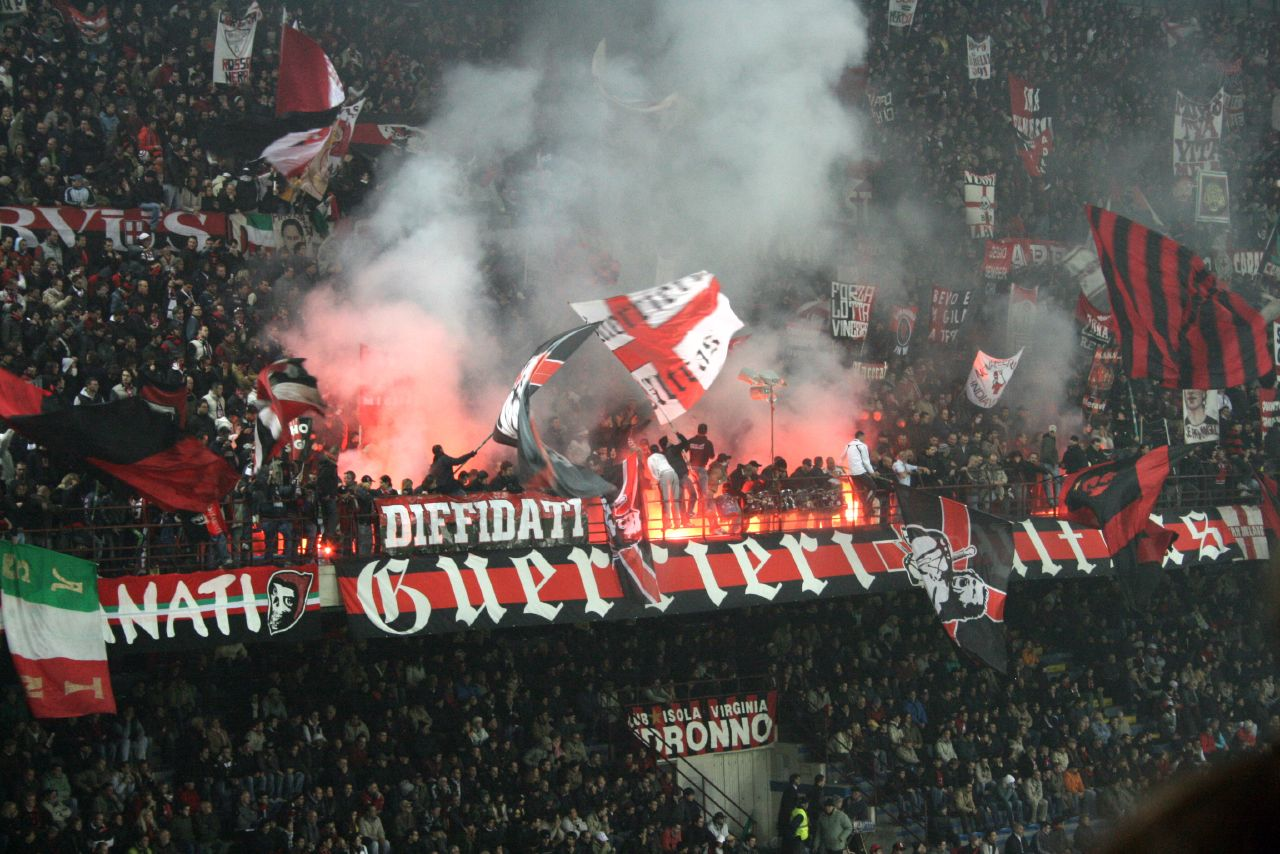
Nhóm Ultras của Milan trên khán đài

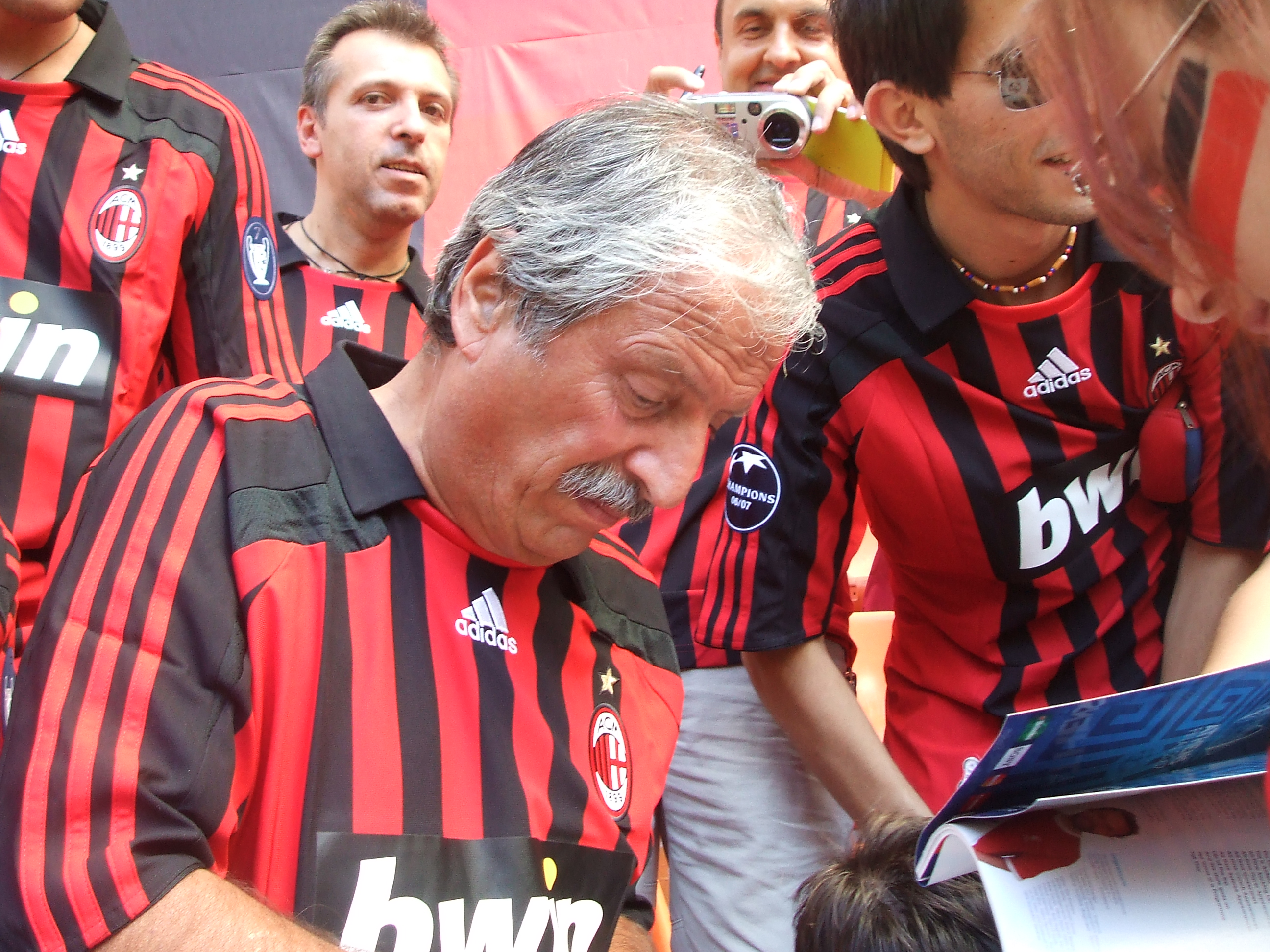
Tiziano Crudeli.

Các cá nhân nổi tiếng là fan của AC Milan có thể kể đến vận động viên quần vợt Novak Djokovic, cố huyền thoại bóng rổ Kobe Bryant, nhà báo Trương Anh Ngọc, tuyển thủ bóng đá Nguyễn Văn Quyết.

## Kình địch

### Ở Italia
Derby della Madonnina

Anh em nhà Baresi.

Đối thủ cùng thành phố của Milan là câu lạc bộ Inter Milan, và trận đấu giữa hai đội thường được gọi là "Derby della Madonnina". Tên của trận derby đề cập đến Đức Trinh Nữ Maria, bức tượng trên đỉnh Nhà thờ Milan là một trong những điểm thu hút chính của thành phố. Các trận derby Milano luôn được xem là những cuộc đối đầu kinh điển nhất trong làng bóng đá thế giới.
Derby thành Milano được diễn ra ít nhất 2 lần trong năm, có khi được mở rộng đến Coppa Italia, hay các Cup châu Âu. Trong giữa những năm 1960, Inter là câu lạc bộ thành công hơn, khi giành được cúp châu Âu hai lần liên tiếp còn thời gian cuối những năm 1980 và 1990, Milan của Silvio Berlusconi là đội chiếm ưu thế hơn, với nhiều chiến thắng cả ở Ý và ở đấu trường châu Âu. Lần gần nhất 2 đội gặp nhau, Milan đã giành chiến thắng trước Inter với tỉ số 2-1 tại Serie A mùa giải 2020-21. Còn ở Cup châu Âu, mùa giải 2002-03 Milan và Inter đã đụng nhau tại bán kết, sau trận lượt đi hòa 0-0, lượt về 2 đội tiếp tục hòa 1-1, Milan là đội đi tiếp nhờ luật bàn thằng trên sân khách. Cũng tại Cup châu Âu mùa giải 2004-05, tại vòng tứ kết lại diễn ra 2 trận Derby Milano, lượt đi Milan đã giành chiến thắng với tỉ số 2-0, còn ở trận lượt về Milan dẫn trước 1-0 nhờ bàn thắng của tiền đạo Andriy Shevchenko, nhưng tới phút 72 trận đấu phải bị hoãn lại do các cổ động viên Inter bạo động tấn công cầu thủ Milan, trong đó có thủ môn Dida, sau đó UEFA đã xử Milan thắng 3-0 qua đó giành quyền vào vòng bán kết với tổng tỉ số 5-0.
Milan và Inter còn cho thấy sự khác biệt đối nhau ở phong cách chuyển nhượng, nếu Inter luôn đem về những cầu thủ Nam Mỹ thì Milan lại ưu tiên phát triển các tài năng trẻ của bóng đá Ý giống như Juventus. Trên sân cỏ còn có những cuộc đối đầu cá nhân như giữa Paolo Maldini-Javier Zanetti hay đáng nói nhất là anh em nhà Baresi, Franco của Milan và Giuseppe của Inter.
Cạnh tranh với Juventus

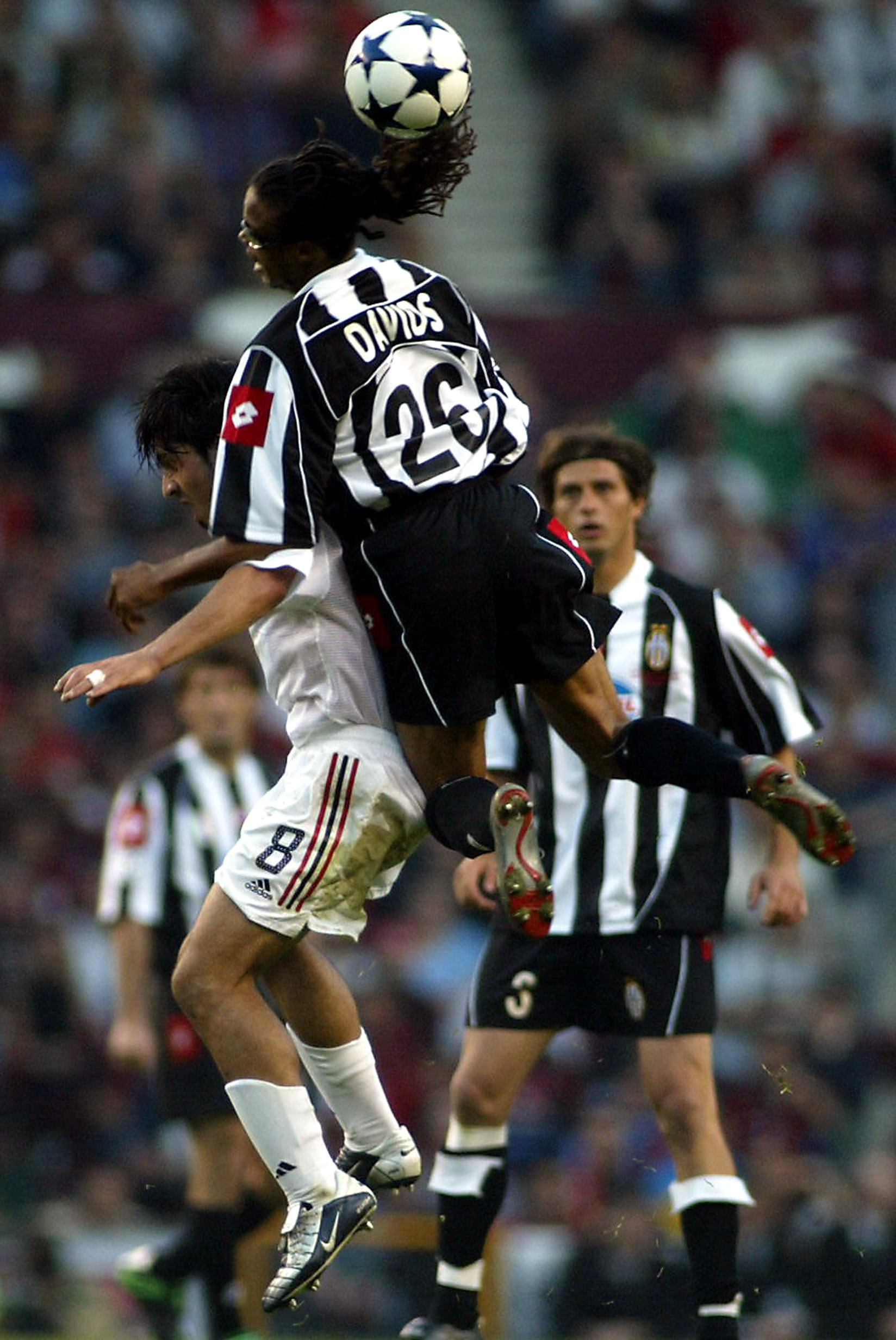
Một trân đấu giữa Milan và Juve năm 2003

Ngoài những trận đấu Derby nội bộ thành Milan, CLB AC Milan cũng có một sự cạnh tranh mạnh mẽ với Juventus.
Ở Ý có câu nói "Milan sinh ra để thống trị châu Âu, Juve sinh ra để thống trị Serie A", cho nên đây cũng là trận đấu giữa 1 đội bóng giàu truyền thống ở Serie A và 1 đội bóng có bề dày lịch sử châu Âu nhất ở Ý. Đó cũng là cuộc đối đầu giữa 2 gia đình Agnelli và Berlusconi, đồng thời cũng chủ sở hữu của 2 đội trong thời gian dài.
Trong quá khứ, Milan đã đối đầu Juve 163 trận tính riêng ở Serie A, họ đã thắng 50 và hòa 53 trận, thành tích tốt nhất khi đối đầu với Juventus là chiến thắng 8-1 dành cho đội bóng đỏ đen thành Milan diễn ra vào năm 1912. Lần gần nhất Milan có 3 điểm trước Juve là tại mùa giải 2019-2020 trong trận lượt về tại sân vận động San Siro, Milan đã ngược dòng đánh bại Juventus 4-2 dù đã bị dẫn trước 2-0. Ở giải cup quốc gia, lần gần nhất là trận chung kết Coppa Italia mùa 2017-18, Milan và Juve đã đối đầu nhau trên Sân vận động Olimpico, trận đấu kết thúc với chiến thắng của Juve. Tại một đấu trường khác dành cho các câu lạc bộ của Ý là Siêu Cúp Quốc gia, lần gần nhất Milan gặp Juve là vào cuối năm 2016, trận tranh Siêu Cúp diễn ra trên đất Qatar, Giorgio Chiellini là người đánh đầu mở tỉ số cho Juve trước khi Bonaventura cân bằng tỉ số 1-1 cho Milan. Sau 120 phút hòa 1-1, Milan đã đánh bại Juve 4-3 trận chấm luân lưu nhờ công của thủ môn bên phía Milan là Gianluigi Donnarumma cản phá thành công lượt sút của Paulo Dybala bên phía Juve.
Còn ở Cup châu Âu, năm 2003 Milan và Juve đã gặp nhau ở trận chung kết, trải qua 120 phút với tỷ số hòa 0-0, 2 đội đã phải phân định thắng thua trên loạt sút luân lưu. Lần lượt 3 cầu thủ David Trezeguet, Paolo Montero và Marcelo Zalayeta bên phía Juve sút hỏng, tiền đạo Andriy Shevchenko đã tận dụng thành công lượt sút của mình đánh bại thủ môn Gianluigi Buffon phía đối diện để giúp AC Milan giành chiến thắng, qua đó đoạt được danh hiệu vô địch châu Âu lần thứ 6. Đó cũng là lần duy nhất mà Milan gặp Juve tại một trận chung kết Cúp châu Âu tính đến thời điểm này.
Ngoài ra tại Seria A, AC Milan còn có những đối thủ cạnh tranh khác như Napoli, AS Roma, Fiorentina và Lazio.

### Cup châu Âu

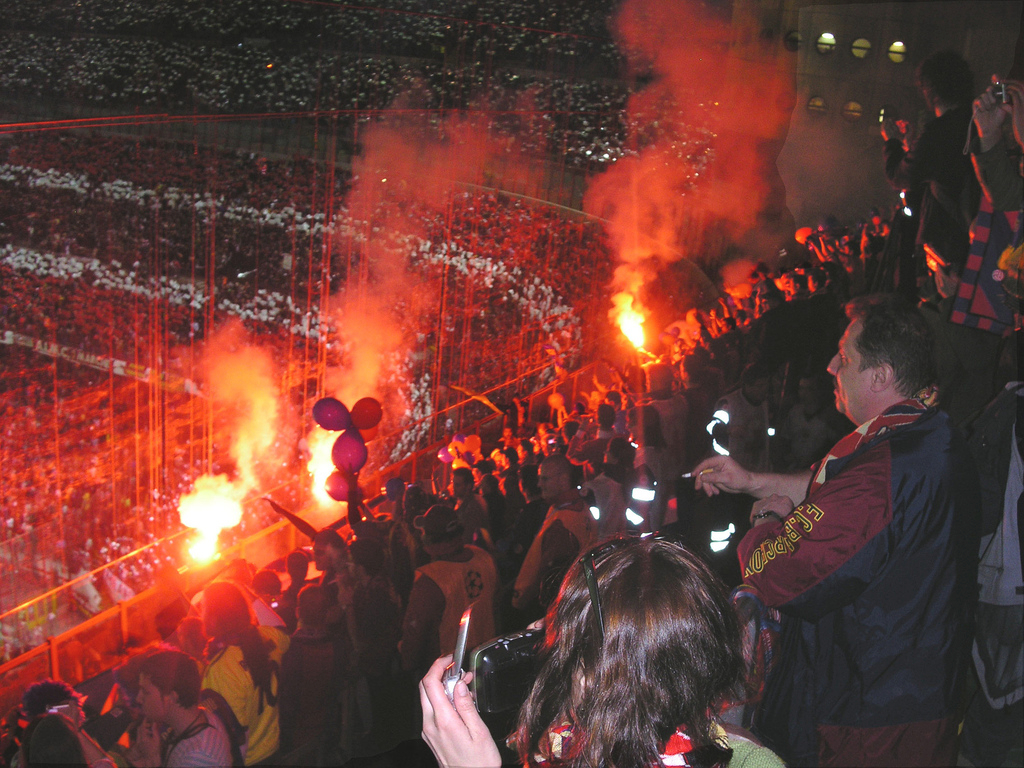
Một trận đấu giữa Barca và Milan tại Cúp châu Âu năm 2006

Đối thủ của AC Milan ở đấu trường quốc tế là câu lạc bộ của Tây Ban Nha, Barcelona, hai đội đã gặp nhau tổng cộng 19 lần, là cặp đấu kinh điển xếp thứ hai tại đấu trường châu Âu chỉ sau Bayern Munich - Real Madrid (22 lần). Barca và Milan đều là hai trong số những câu lạc bộ thành công nhất, Milan đã giành được bảy cúp châu Âu trong khi Barca là năm, cả hai câu lạc bộ đang nắm giữ kỷ lục: năm lần đoạt siêu cúp châu Âu.
Thành tích đối đầu Barca nhỉnh hơn với tám trận thắng và năm thất bại. Cuộc đối đầu đầu tiên giữa hai câu lạc bộ là trong mùa giải 1959-1960 tại Cup châu Âu. Họ đối mặt ở vòng 1/16 và Barça giành chiến thắng với tổng tỉ số là 7-1 (2-0 tại Milan và 5-1 tại Barcelona). Trong khi AC Milan chưa bao giờ loại được Barcelona tại các Cúp châu Âu, lần duy nhất họ đánh bại Barca tại một trận đấu không nằm trong khuôn khổ vòng bảng là trận chung kết năm 1994, khi ấy Dream Team của huyền thoại Johan Cruyff đã thất thủ 0-4. Năm 2013, Barcelona đã có một trận lội ngược dòng lịch sử. Khi ấy Barca đã thua ở lượt đi 0-2 nhưng vẫn giành quyền vào vòng đấu tiếp theo khi đả bại Milan lượt về đến 4-0.
Tuy nhiên đối thủ mà Ac Milan đụng độ nhiều nhất ở các trận chung kết các cúp châu Âu lại là Ajax Amsterdam (3 trận chung kết). Milan hạ Ajax 4-1  ở chung kết cúp C1 1968-1969 và thua 0-1 ở chung kết Champion League 1994-1995. Ở giữa hai thời điểm đó, Milan còn để thua Ajax ở trận tranh Siêu cúp châu Âu năm 1973 (được tổ chức theo hình thức lượt đi lượt về).
Ngoài ra AC Milan cũng hay đụng độ với Bayern Munich, Real Madrid, Manchester United và Liverpool. Đối với Bayern, 2 đội đã gặp nhau tại vòng 1/16 Cup châu Âu mùa giải 2005-06, lượt đi 2 đội hòa nhau 1-1 tại Munich, còn ở trận lượt về chứng kiến màn vùi dập của Milan trước câu lạc bộ của Đức với tỉ số 4-1. Một năm sau, 2 đội lại chạm trán nhau ở vòng tử kết, mặc dù đã để Bayern cầm hòa 2-2 tại San Siro, nhưng Milan lại thi đấu cực kỳ hay qua đó đánh bại Bayern ngay trên sân Allianz Arena với 2 pha lập công của Clarence Seedorf và Filippo Inzaghi.

AC Milan đối đầu Real Madrid.

AC Milan cũng đã đối đầu với 2 câu lạc bộ nổi tiếng khác là Real Madrid với 15 lần và Manchester United với 10 lần gặp nhau. Với Real Madrid, họ đã đối đầu nhau tổng cộng 15 lần ở các giải Châu Âu, với thành tích cân bằng thắng 6 cho cả hai và hòa 3 trận. Tỷ số cách biệt nhất là vào mùa giải 1988-89, khi ấy tại trận bán kết lượt về, AC Milan đã đè bẹp Real Madrid với tỷ số 5-0.
Với Man Utd, hai đội đã gặp nhau 10 lần tại UEFA Champions League thành tích cân bằng với 5 trận thắng cho mỗi bên, năm 1958 Milan đã đánh bại Man Utd với tỷ số 4-0, và năm 2010, Man Utd đã đánh bại Milan với tỷ số tương tự, đó cũng là trận đấu có cách biệt lớn nhất. Còn ở đấu trường UEFA Europa League Milan và Man Utd đã chạm trán nhau 2 lần tại vòng 1/16 mùa bóng 2020-2021, trận lượt đi tại Old Trafford kết thúc với tỉ số hòa 1-1 trong khi trận lượt về tại San Siro 1 tuần sau có tỉ số 1-0 với phần thắng nghiêng về MU nhờ pha lập công duy nhất của Paul Pogba (tổng tỉ số sau 2 lượt trận là 2-1 và Man Utd là đội giành vé vào vòng tứ kết).
Còn đối với Liverpool, họ đã gặp Milan tại chung kết Cup châu Âu năm 2005. Đó là đêm huyền diệu tại Istanbul đối với The Kop nhưng là cơn ác mộng không thể quên của Milan. Milan đã sớm vượt lên dẫn trước 3-0 trong hiệp 1 nhưng sang hiệp 2 tỉ số đã là 3-3. Trên chấm luân lưu, tiền đạo Shevchenko đá hỏng quả quyết định qua đó dẫn đến thất bại của Milan. Hai năm sau Milan và Liverpool lại đụng nhau ở chung kết Cup châu Âu năm 2007, nhưng lần này Milan đã giành chiến thắng với tỉ số 2-1 nhờ cú đúp của Inzaghi, đó là lần gần nhất AC Milan vô địch châu Âu. Lưu trữ ngày 20 tháng 9 năm 2021 tại Wayback Machine

## Cầu thủ

### Đội hình hiện tại
Tính đến ngày 27 tháng 7 năm 2025
Ghi chú: Quốc kỳ chỉ đội tuyển quốc gia được xác định rõ trong điều lệ tư cách FIFA. Các cầu thủ có thể giữ hơn một quốc tịch ngoài FIFA.
| Số | VT | Quốc gia    | Cầu thủ                   |
| -- | -- | ----------- | ------------------------- |
| 1  | TM | Ý           | Pietro Terracciano        |
| 2  | HV | Ecuador     | Pervis Estupiñán          |
| 4  | TV | Ý           | Samuele Ricci             |
| 7  | TĐ | México      | Santiago Giménez          |
| 8  | TV | Anh         | Ruben Loftus-Cheek        |
| 10 | TĐ | Bồ Đào Nha  | Rafael Leão               |
| 11 | TĐ | Hoa Kỳ      | Christian Pulisic         |
| 14 | TV | Croatia     | Luka Modrić               |
| 16 | TM | Pháp        | Mike Maignan (đội trưởng) |
| 17 | TĐ | Thụy Sĩ     | Noah Okafor               |
| 19 | TV | Pháp        | Youssouf Fofana           |
| 20 | HV | Tây Ban Nha | Álex Jiménez              |

| Số | VT | Quốc gia | Cầu thủ             |
| -- | -- | -------- | ------------------- |
| 21 | TĐ | Nigeria  | Samuel Chukwueze    |
| 23 | HV | Anh      | Fikayo Tomori       |
| 24 | HV | Ý        | Filippo Terracciano |
| 28 | HV | Đức      | Malick Thiaw        |
| 30 | TĐ | Ý        | Mattia Liberali     |
| 31 | HV | Serbia   | Strahinja Pavlović  |
| 33 | HV | Ý        | Davide Bartesaghi   |
| 38 | TV | Pháp     | Warren Bondo        |
| 46 | HV | Ý        | Matteo Gabbia       |
| 56 | TV | Bỉ       | Alexis Saelemaekers |
| 80 | TV | Hoa Kỳ   | Yunus Musah         |
| 96 | TM | Ý        | Lorenzo Torriani    |

### Các cầu thủ khác theo hợp đồng
Tính đến 19 tháng 1 năm 2024
Ghi chú: Quốc kỳ chỉ đội tuyển quốc gia được xác định rõ trong điều lệ tư cách FIFA. Các cầu thủ có thể giữ hơn một quốc tịch ngoài FIFA.
| Số | VT | Quốc gia | Cầu thủ       |
| -- | -- | -------- | ------------- |
| —  | HV | România  | Andrei Coubiș |

| Số | VT | Quốc gia  | Cầu thủ     |
| -- | -- | --------- | ----------- |
| —  | TĐ | Thụy Điển | Emil Roback |

### Cho mượn
Tính đến ngày 31/8/2024
Ghi chú: Quốc kỳ chỉ đội tuyển quốc gia được xác định rõ trong điều lệ tư cách FIFA. Các cầu thủ có thể giữ hơn một quốc tịch ngoài FIFA.
| Số | VT | Quốc gia  | Cầu thủ                                            |
| -- | -- | --------- | -------------------------------------------------- |
| —  | TM | Colombia  | Devis Vásquez (tại Empoli đến 30/6/2025)           |
| —  | HV | Pháp      | Pierre Kalulu (tại Juventus đến 30/6/2025)         |
| —  | HV | Argentina | Marco Pellegrino (tại Independiente đến 30/6/2025) |
| —  | TV | Pháp      | Yacine Adli (tại Fiorentina đến 30/6/2025)         |
| —  | TV | Ý         | Tommaso Pobega (tại Bologna đến 30/6/2025)         |

| Số | VT | Quốc gia  | Cầu thủ                                         |
| -- | -- | --------- | ----------------------------------------------- |
| —  | TĐ | Bỉ        | Alexis Saelemaekers (tại AS Roma đến 30/6/2025) |
| —  | TĐ | Ý         | Lorenzo Colombo (tại Empoli đến 30/6/2025)      |
| —  | TĐ | Serbia    | Marko Lazetić (tại TSC đến 30/6/2025)           |
| —  | TĐ | Argentina | Luka Romero (tại Alavés đến 30/6/2025)          |

### Đội trẻ
Danh sách cầu thủ Đội trẻ mang số áo đội 1
Tính đến 4 tháng 9 năm 2024
Ghi chú: Quốc kỳ chỉ đội tuyển quốc gia được xác định rõ trong điều lệ tư cách FIFA. Các cầu thủ có thể giữ hơn một quốc tịch ngoài FIFA.
| Số | VT | Quốc gia    | Cầu thủ           |
| -- | -- | ----------- | ----------------- |
| 25 | TM | Pháp        | Noah Raveyre      |
| 30 | TV | Ý           | Mattia Liberali   |
| 33 | HV | Ý           | Davide Bartesaghi |
| 55 | TV | Hà Lan      | Silvano Vos       |
| 69 | TM | Ý           | Lapo Nava         |
| 70 | TĐ | Bờ Biển Ngà | Chaka Traorè      |
| 73 | TĐ | Ý           | Francesco Camarda |
| 81 | HV | Ý           | Andrea Bozzolan   |
| 82 | HV | România     | Andrei Coubiș     |

| Số | VT | Quốc gia | Cầu thủ          |
| -- | -- | -------- | ---------------- |
| 83 | TV | Nigeria  | Victor Eletu     |
| 84 | HV | Ý        | Vittorio Magni   |
| 85 | TV | Ý        | Mattia Malaspina |
| 86 | HV | Ý        | Dorian Paloschi  |
| 87 | TĐ | Ý        | Diego Sia        |
| 88 | TV | Ba Lan   | Dariusz Stalmach |
| 91 | TV | Paraguay | Hugo Cuenca      |
| 93 | HV | Ý        | Adam Bakoune     |

### Số áo được treo
| # | Cầu thủ       | Quốc tịch | Vị trí                 | Trận ra mắt | Trận cuối cùng | Nguồn   |
| - | ------------- | --------- | ---------------------- | ----------- | -------------- | ------- |
| 3 | Paolo Maldini | Ý         | Trung vệ / Hậu vệ trái | 20/1/1985   | 31/5/2009      | [ 106 ] |
| 6 | Franco Baresi | Ý         | Hậu vệ quét            | 23/4/1978   | 1/6/1997       | [ 106 ] |

## Ban huấn luyện

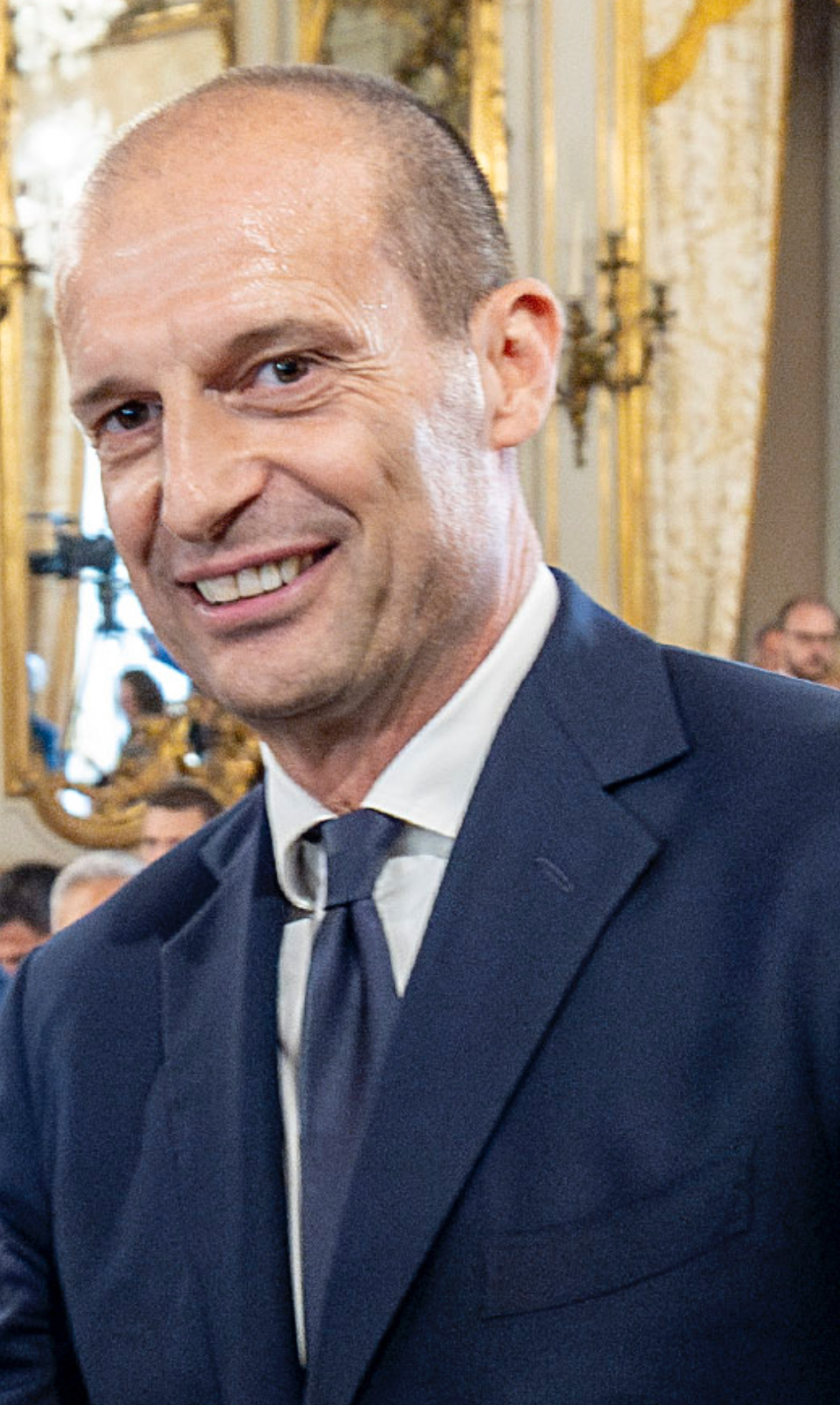
Massimiliano Allegri là huấn luyện viên trưởng hiện nay của câu lạc bộ.

Tính đến ngày 8 tháng 7 năm 2025
| Chức vụ                | Tên                  |
| ---------------------- | -------------------- |
| HLV trưởng             | Massimiliano Allegri |
| Trợ lý HLV             | Marco Landucci       |
| Trợ lý kỹ thuật        | Aldo Dolcetti        |
| Trợ lý kỹ thuật        | Maurizio Trombetta   |
| Trợ lý kỹ thuật        | Francesco Magmanelli |
| Trợ lý kỹ thuật        | Luciano Vulcano      |
| HLV thủ môn            | Claudio Filippi      |
| HLV thủ môn            | Daniele Borri        |
| HLV thể hình           | Simone Folletti      |
| HLV thể hình           | Filippo Nardi        |
| HLV thể hình           | Andrea Riboli        |
| Nhà phân tích video    | Gianmarco Pioli      |
| Nhà phân tích trận đấu | Jesse Fioranelli     |
| Trưởng ban trinh sát   | Geoffrey Moncada     |
| Giám đốc học viện      | Igli Tare            |
| Trưởng ban y tế        | Stefano Mazzoni      |

### Các đời huấn luyện viên

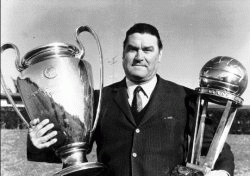
Nereo Rocco, HLV thành công nhất trong lịch sử A.C. Milan với 10 danh hiệu

Dưới đây danh sách các huấn luyện viên từ 1900 đến nay.
| Tên                          | Quốc tịch    | Năm       |
| ---------------------------- | ------------ | --------- |
| Herbert Kilpin               | Anh          | 1900–1908 |
| Daniele Angeloni             | Ý            | 1906–1907 |
| Technical Commission         | Ý            | 1907–1910 |
| Giovanni Camperio            | Ý            | 1910–1911 |
| Technical Commission         | Ý            | 1911–1914 |
| Guido Moda                   | Ý            | 1915–1922 |
| Ferdi Oppenheim              | Áo           | 1922–1924 |
| Vittorio Pozzo               | Ý            | 1924–1926 |
| Guido Moda                   | Ý            | 1926      |
| Herbert Burgess              | Anh          | 1926–1928 |
| Engelbert König              | Áo           | 1928–1931 |
| József Bánás                 | Hungary      | 1931–1933 |
| József Viola                 | Hungary      | 1933–1934 |
| Adolfo Baloncieri            | Ý            | 1934–1937 |
| William Garbutt              | Anh          | 1937      |
| Hermann Felsner József Bánás | Áo · Hungary | 1937–1938 |
| József Viola                 | Hungary      | 1938–1940 |
| Guido Ara Antonio Busini     | Ý · Ý        | 1940–1941 |
| Mario Magnozzi               | Ý            | 1941–1943 |
| Giuseppe Santagostino        | Ý            | 1943–1945 |
| Adolfo Baloncieri            | Ý            | 1945–1946 |
| Giuseppe Bigogno             | Ý            | 1946–1949 |
| Lajos Czeizler               | Hungary      | 1949–1952 |
| Gunnar Gren                  | Thụy Điển    | 1952      |
| Mario Sperone                | Ý            | 1952–1953 |
| Béla Guttmann                | Hungary      | 1953–1954 |
| Antonio Busini               | Ý            | 1954      |
| Hector Puricelli             | Uruguay      | 1954–1956 |
| Giuseppe Viani               | Ý            | 1957–1960 |
| Paolo Todeschini             | Ý            | 1960–1961 |
| Nereo Rocco                  | Ý            | 1961–1963 |
| Luis Carniglia               | Argentina    | 1963–1964 |
| Nils Liedholm                | Thụy Điển    | 1963–1966 |
| Giovanni Cattozzo            | Ý            | 1966      |
| Arturo Silvestri             | Ý            | 1966–1967 |
| Nereo Rocco                  | Ý            | 1967–1972 |
| Cesare Maldini               | Ý            | 1973–1974 |

| Name                           | Nationality    | Years     |
| ------------------------------ | -------------- | --------- |
| Giovanni Trapattoni            | Ý              | 1974      |
| Gustavo Giagnoni               | Ý              | 1974–1975 |
| Nereo Rocco                    | Ý              | 1975      |
| Paolo Barison                  | Ý              | 1975–1976 |
| Giovanni Trapattoni            | Ý              | 1976      |
| Giuseppe Marchioro             | Ý              | 1976–1977 |
| Nereo Rocco                    | Ý              | 1977      |
| Nils Liedholm                  | Thụy Điển      | 1977–1979 |
| Massimo Giacomini              | Ý              | 1979–1981 |
| Italo Galbiati                 | Ý              | 1981      |
| Luigi Radice                   | Ý              | 1981–1982 |
| Italo Galbiati                 | Ý              | 1982      |
| Francesco Zagatti              | Ý              | 1982      |
| Ilario Castagner               | Ý              | 1982–1984 |
| Italo Galbiati                 | Ý              | 1984      |
| Nils Liedholm                  | Thụy Điển      | 1984–1987 |
| Fabio Capello                  | Ý              | 1987      |
| Arrigo Sacchi                  | Ý              | 1987–1991 |
| Fabio Capello                  | Ý              | 1991–1996 |
| Óscar Tabárez Giorgio Morini   | Uruguay · Ý    | 1996      |
| Arrigo Sacchi                  | Ý              | 1996–1997 |
| Fabio Capello                  | Ý              | 1997–1998 |
| Alberto Zaccheroni             | Ý              | 1998–2001 |
| Cesare Maldini Mauro Tassotti  | Ý              | 2001      |
| Fatih Terim Antonio Di Gennaro | Thổ Nhĩ Kỳ · Ý | 2001      |
| Carlo Ancelotti                | Ý              | 2001–2009 |
| Leonardo                       | Brasil         | 2009–2010 |
| Massimiliano Allegri           | Ý              | 2010–2014 |
| Mauro Tassotti (tạm quyền)     | Ý              | 2014      |
| Clarence Seedorf               | Hà Lan         | 2014      |
| Filippo Inzaghi                | Ý              | 2014–2015 |
| Siniša Mihajlović              | Serbia         | 2015–2016 |
| Cristian Brocchi               | Ý              | 2016      |
| Vincenzo Montella              | Ý              | 2016–2017 |
| Gennaro Gattuso                | Ý              | 2017–2019 |
| Marco Giampaolo                | Ý              | 2019      |
| Stefano Pioli                  | Ý              | 2019–2024 |
| Paulo Fonseca                  | Bồ Đào Nha     | 2024      |
| Sérgio Conceição               | Bồ Đào Nha     | 2024–2025 |
| Massimiliano Allegri           | Ý              | 2025–nay  |

## Công ty Milan

### Các đời chủ tịch

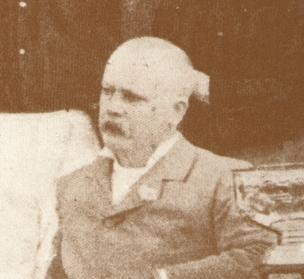
Alfred Edwards, chủ tịch đầu tiên của câu lạc bộ, 1899–1909

Milan đã trải qua nhiều đời chủ tịch trong suốt lịch sử, một số người là chủ sở hữu của câu lạc bộ và một số là chủ tịch danh dự. Dưới đây là danh sách đầy đủ.
| Tên chủ tịch       | Năm       |
| ------------------ | --------- |
| Alfred Edwards     | 1899–1909 |
| Piero Pirelli      | 1909–1928 |
| Luigi Ravasco      | 1928–1930 |
| Mario Bernazzoli   | 1930–1933 |
| Chủ tịch Ủy ban    | 1933      |
| Luigi Ravasco      | 1933–1935 |
| Pietro Annoni      | 1935–1936 |
| Chủ tịch Ủy ban    | 1936      |
| Emilio Colombo     | 1936–1939 |
| Achille Invernizzi | 1939–1940 |
| Chủ tịch Ủy ban    | 1940–1945 |

| Tên                | Năm       |
| ------------------ | --------- |
| Umberto Trabattoni | 1945–1954 |
| Andrea Rizzoli     | 1954–1963 |
| Felice Riva        | 1963–1965 |
| Chủ tịch Ủy ban    | 1965–1966 |
| Franco Carraro     | 1967–1971 |
| Federico Sordillo  | 1971–1972 |
| Albino Buticchi    | 1972–1975 |
| Bruno Pardi        | 1975–1976 |
| Vittorio Duina     | 1976–1977 |
| Felice Colombo     | 1977–1980 |
| Gaetano Morazzoni  | 1980–1982 |

| Tên                                  | Năm       |
| ------------------------------------ | --------- |
| Giuseppe Farina                      | 1982–1986 |
| Rosario Lo Verde                     | 1986      |
| Silvio Berlusconi                    | 1986–2004 |
| Chủ tịch Ủy bann                     | 2004–2006 |
| Silvio Berlusconi                    | 2006–2008 |
| Chủ tịch Ủy ban                      | 2008–2012 |
| Silvio Berlusconi (chủ tịch danh dự) | 2012–2017 |
| Li Yonghong                          | 2017–2018 |
| Paolo Scaroni                        | 2018–     |

Hội đồng quản trị
A.C. Milan hoạt động với tư cách một công ty thông qua tên đăng ký Associazione Calcio Milan S.p.A. với giá trị 48 triệu cổ phiếu, 99,93% số lượng cổ phiếu do tập đoàn Elliot nắm giữ.
Hội đồng quản trị của công ty Milan gồm:
- Chủ tịch: Paolo Scaroni
- Phó chủ tịch danh dự: Franco Baresi
- Giám đốc điều hành: Ivan Gazidis
- Giám đốc khu vực kỹ thuật: Paolo Maldini
- Đại sứ thương hiệu: Daniele Massaro

Associazione Calcio Milan S.p.A. là công ty nắm 100% vốn của Milan Entertainment Srl, Milan Real Estate Spa và Fondazione Milan Onlus. Ngoài ra công ty còn giữ 50% vốn của Consorzio San Siro Duemila, 45% của ASanSiro và một phần giá trị của câu lạc bộ bóng rổ Olimpia Milano. Milan Real Estate Spa là công ty quản lý một số bất động sản ở Turati 3 cũng như khu huấn luyện thể thao của A.C. Milan là Milanello. Consorzio San Siro Duemila là công ty quản lý sân Giuseppe Meazza với 50% vốn thuộc về Milan, một nửa còn lại do Inter nắm giữ. ASanSiro là một trung tâm phục vụ phát triển khu vực San Siro với 45% vốn thuộc về Milan, 45% thuộc về Inter và 10% thuộc về Fondazione ChiamaMilano (10%).
Số liệu tài chính
Theo báo cáo tài chính năm 2008 thì công ty Milan đạt doanh thu 237,9 triệu euro với thua lỗ 66,8 triệu euro. Đây là năm thua lỗ thứ 2 liên tiếp của Milan khi năm 2007 câu lạc bộ này cũng lỗ 32 triệu euro. Năm 2006 với vụ chuyển nhượng Andriy Shevchenko sang Chelsea với giá 42 triệu euro, Milan kết thúc năm tài chính bằng khoản lãi 2,5 triệu euro.
Ngân sách năm 2007 của câu lạc bộ là 95.677.000 euro, năm 2006 con số này là 70.678.162 euro và 2005 là 72.946.400 euro. Lợi nhuận năm 2007 của câu lạc bộ là 275.442.000 euro với hai nguồn chính là 56,5% đến từ tiền bản quyền truyền hình (khoảng 155 triệu euro, 73,8 triệu từ SKY Italia, 27,5 triệu từ R.T.I. và 48,3 triệu từ UEFA và FIFA) và 12,2% đến từ các nhà tài trợ (33,7 triệu, 14,2 triệu từ BETandWIN.com Interactive Entertainment AG và 14 triệu từ Adidas Italia Srl). Từ năm 2004 đến 2007 báo cáo tài chính của A.C. Milan do hãng Deloitte & Touche kiểm toán, từ năm 2008 tới năm 2016 công ty phụ trách kiểm toán cho A.C. Milan là Reconta Ernst & Young Spa.
Các hoạt động quảng bá thương hiệu
Với những thành công đoạt được trong mùa giải 2006-07, thương hiệu AC Milan đang ngày một phát triển. Nó được thể hiện qua những con số thống kê mà các nhà kinh tế của Milan vừa đưa ra. Kế hoạch quảng cáo hình ảnh AC Milan cho mùa bóng 2007-08 đã được giới thiệu trong cuộc họp báo được tổ chức ngày 4 tháng 6 năm 2007.
Thời gian gần ấy, thành công của Milan không chỉ đơn thuần dừng lại ở khía cạnh thể thao, Rossoneri còn đạt được những bước tiến vượt bậc trong khía cạnh quảng bá hình ảnh của mình trên toàn cầu. Nó thể hiện qua các số liệu thống kê về lượng khán giả theo dõi đội bóng này trên truyền hình. Ở Ý thống kê khoảng 1.204 giờ theo dõi trung bình, tăng 20,30% so với mùa bóng 2005-06. Trên thế giới đã có 1.804 giờ theo dõi trung bình, tăng 199,3% nếu so sánh với năm ngoái. Đặc biệt đáng chú ý là sự bùng nổ ở Châu Á, lượng người đăng ký theo dõi AC Milan cả mùa giải năm 2006-07 tăng 17,05%, và Châu Âu tăng 9,86%. Đó là những thống kê được đem đến nhờ nghiên cứu của nhóm Krc Research, và được tài trợ bởi MasterCard, bởi sau chiến thắng 2-1 trước Liverpool ở trận chung kết Champions League diễn ra ở Athens, Milan đã lọt vào danh sách 10 CLB hàng đầu thế giới của tạp chí Forbes.
Internet đã trở thành một công cụ hữu hiệu để Milan giao lưu cùng với hàng triệu NHM khắp toàn cầu. Rất nhiều người đang truy cập vào website trang chủ của câu lạc bộ: Acmilan.com, thông qua 6 thứ tiếng khác nhau và đem lại một con số cực kì ấn tượng trong thời gian gần đây nhất. Hai ngày trước và sau trận Chung kết UEFA Champions League 2007 là ngày 23 và 24 tháng 5 năm 2007, lượng truy cập lần lượt là 3.890.000 và 8.218.000 lượt người. Trong khi đó thường ngày chỉ đạt 318.000 đến 418.000 lượt. Còn trận Chung kết Champions League 2005, các con số này lần lượt chỉ là 1.165.654 ngày diễn ra trận đấu, và 2.031.469 lượt truy cập cho ngày kế sau đó. Qua các con số thống kê trên, dễ nhận thấy chỉ sau 2 năm lượng khán giả theo dõi Milan trên toàn cầu tăng đột biến.
Trong mùa giải 2006-07, Milan đã cung cấp cho những nhà quảng cáo, các công ty hợp tác, những nhà tài trợ gần 1000 giờ truyền hình, tương đương với một giá trị khoảng 125 triệu euro (168 triệu USD). Mùa giải năm sau chúng tôi sẽ cho áp dụng tiến bộ mới tại San Siro - công nghệ quảng cáo dùng Flash. Một lô-gô sẽ được xuất hiện chỉ trong vòng 1 giây, rồi sau đó cứ như thế hơn 300 lần trong suốt một trận đấu. Milan còn đi đầu trên thế giới trong tổ chức quốc tế của phong trào Trại Thể thao với hơn 10.000 em nhỏ sẽ tham gia vào chương trình của mùa hè 2007 tại 100 địa điểm khác nhau của nước Ý và 40 địa điểm trên khắp các Châu lục, từ Châu Âu, Hoa Kỳ, Châu Đại Dương, đến Châu Á. Trong khi đó, Milan cũng ngày càng rút ra được nhiều thuận lợi hơn trong mối quan hệ với nhóm Gruppo Intesa Sanpaolo (một khối liên doanh các ngân hàng tiềm năng nhất Trung và Đông Âu), bởi CLB là một đối tượng hợp tác chiến lược tại Đông Âu.
Kể từ năm 2008, công ty Milan bắt đầu tham gia giải đua ô tô Superleague Formula. Đây là một trong hai đội của Ý tham dự giải này, đội còn lại là A.S. Roma. Milan cùng Galatasaray đều hỗ trợ tài chính cho đội đua Scuderia Playteam. Tay đua của Milan ở đội này là Robert Doornbos, một tay lái trước kia từng tham gia đua Công thức 1. Trong mùa đua 2008, đội đua của Milan đã giành vị trí xuất phát (pole position) tại Nürburgring và chiến thắng ở hai chặng đua Nürburgring, Jerez.
Hoạt động nhân đạo
Bên cạnh lĩnh vực kinh doanh, Milan còn là một câu lạc bộ tham gia tích cực vào các hoạt động nhân đạo. Câu lạc bộ đã cho thành lập quỹ Fondazione Milan Onlus, quỹ này hoạt động ở cả Ý và nước ngoài với mục tiêu hỗ trợ giáo dục, thể thao và các dịch vụ xã hội cho người nghèo. Fondazione Milan Onlus cũng hợp tác với quỹ Fundação Gol de Letra, được thành lập bởi cựu cầu thủ Milan là Leonardo, để giúp đỡ trẻ em Brasil là nạn nhân của tệ nạn buôn bán ma túy.
Chính sách đạo tạo trẻ
Tuyến trẻ (settore giovanile) của Milan bao gồm nhiều đội bóng ở các lứa tuổi trẻ thi đấu cho các giải Primavera (U-20 hạng nhất), Campionato Berretti (U-20 hạng C), Allievi Nazionali và Allievi Regionali (U-16), Giovanissimi Nazionali, Giovanissimi Regionali và hạng C (U-15), Esordienti (thiếu niên) và Pulcini (thiếu nhi). Milan còn có 5 trường dạy bóng đá (Scuole Calcio) tại Milano và nhiều cơ sở hợp tác đào tạo bóng đá trẻ khác. Tất cả các đội trẻ của Milan đều tập luyện tại trung tâm thể thao Vismara thuộc khu Gratosoglio của Milano, duy nhất đội Primavera được tập luyện cùng đội hình 1 của Milan tại trung tâm thể thao Milanello.
Theo một nghiên cứu do FIGC tiến hành trên 6 cường quốc bóng đá chính ở châu Âu là Pháp, Đức, Anh, Ý, Hà Lan và ]Tây Ban Nha thì Milan là câu lạc bộ đứng thứ hai ở Ý (sau Atalanta) và đứng thứ 7 ở châu Âu về số lượng cầu thủ ở đội 1 tự đào tạo từ tuyến trẻ. Bất chấp thực tế này cùng việc có nhiều ngôi sao của A.C. Milan xuất thân từ chính lò đào tạo của câu lạc bộ (từ Lodetti tới Baresi rồi Maldini), Milan mới chỉ một lần duy nhất giành chức vô địch Campionato Primavera (Giải vô địch bóng đá trẻ Ý) vào mùa 1964-1965 và một Coppa Italia Primavera (Cúp vô địch bóng đá trẻ Ý) vào mùa 1984-1985. Tuy vậy ở một giải đấu quan trọng của bóng đá trẻ châu Âu là Torneo di Viareggio thì đội trẻ Milan đang cùng đội trẻ Fiorentina nắm kỷ lục về số lần vô địch với mỗi đội 8 lần.
Ngoài trung tâm đào tạo trẻ chính đặt ở Milanello, AC Milan còn mở nhiều học viện bóng đá ở các quốc gia khác bao gồm Tây Ban Nha (1), România (1), Thụy Điển (1), Nga (1), Thụy Sỹ (2), Nhật Bản (3), Kuwat (1), Việt Nam (1).

## Cầu thủ nổi bật

### Phòng danh dự
Phòng danh dự (Hall of fame) trên trang web chính thức của câu lạc bộ hiện ghi danh 54 thành viên nổi bật trong lịch sử câu lạc bộ, trong đó có 51 cầu thủ, 3 huấn luyện viên (Nereo Rocco, Arrigo Sacchi và Giuseppe Viani) cùng 3 người vừa là cầu thủ rồi sau đó là huấn luyện viên của A.C. Milan:
| - Demetrio Albertini - José Altafini - Carlo Ancelotti - Roberto Baggio - Franco Baresi - Oliver Bierhoff - Zvonimir Boban - Ruben Buriani - Cafu - Fabio Capello - Alessandro Costacurta - Fabio Cudicini - Marcel Desailly - Dida - Roberto Donadoni - Alberigo Evani - Filippo Galli - Giovanni Galli | - Gunnar Gren - Ruud Gullit - Filippo Inzaghi - Leonardo - Nils Liedholm - Giovanni Lodetti - Aldo Maldera - Cesare Maldini - Daniele Massaro - Gunnar Nordahl - Pierino Prati - Luigi Radice - Frank Rijkaard - Gianni Rivera - Roberto Rosato - Sebastiano Rossi - Ronaldinho - Andrea Pirlo | - Rui Costa - Dino Sani - Dejan Savićević - Juan Alberto Schiaffino - Karl-Heinz Schnellinger - Serginho - Marco Simone - Andriy Shevchenko - Angelo Benedicto Sormani - Mauro Tassotti - Giovanni Trapattoni - Marco van Basten - Clarence Seedorf - Pietro Paolo Virdis - George Weah - Paolo Maldini - Alessandro Nesta - Ricardo Kaká |

### Đội trưởng
Đã có 38 cầu thủ đeo băng đội trưởng (capitano) của A.C. Milan trong đó có ba người đeo băng đội trưởng ở nhiều giai đoạn khác nhau là Giuseppe Bonizzoni, Giuseppe Antonini và Gianni Rivera:
| - Herbert Kilpin (1899-1907) - Gerolamo Radice (1908-1909) - Guido Moda (1909-1910) - Max Tobias (1910-1911) - Giuseppe Rizzi (1911-1913) - Louis Van Hege (1913-1915) - Marco Sala (1915-1916) - Aldo Cevenini (1916-1919) - Alessandro Scarioni (1919-1921) - Cesare Lovati (1921-1922) - Francesco Soldera (1922-1924) - Pietro Bronzini (1924-1926) - Gianangelo Barzan (1926-1927) - Abdon Sgarbi (1927-1929) - Alessandro Schienoni (1929-1930) - Mario Magnozzi (1930-1933) - Carlo Rigotti (1933-1934) - Giuseppe Bonizzoni (1934-1936) - Luigi Perversi (1936-1939) - Giuseppe Bonizzoni (1939-1940) | - Bruno Arcari (1940-1941) - Giuseppe Meazza (1941-1942) - Giuseppe Antonini (1942-1944) - Paolo Todeschini (1944-1945) - Giuseppe Antonini (1945-1949) - Andrea Bonomi (1949-1952) - Carlo Annovazzi (1952-1953) - Omero Tognon (1953-1954) - Gunnar Nordahl (1954-1956) - Nils Liedholm (1956-1961) - Francesco Zagatti (1961) - Cesare Maldini (1961-1966) - Gianni Rivera (1966-1975) - Romeo Benetti (1975-1976) - Gianni Rivera (1976-1979) - Albertino Bigon (1979-1980) - Aldo Maldera (1980-1981) - Fulvio Collovati (1981-1982) - Franco Baresi (1982-1997) - Paolo Maldini (1997-2009) - Massimo Ambrosini (2009-2013) - Riccardo Montolivo (2013-2017) - Leonardo Bonucci (2017-2018) - Alessio Romagnoli (2018-2022) - Davide Calabria (2022-nay) |  |  |

Cầu thủ đoạt quả bóng vàng
Có 6 cầu thủ đoạt quả bóng vàng trong thời gian họ thi đấu cho AC Milan bao gồm:
- Gianni Rivera (QBV 1969)
- Ruud Gulit (QBV 1987)
- Marco Van Basten (QBV 1988, 1989, 1992)
- George Weah (QBV 1995)
- Andriy Shevchenko (QBV 2004)
- Kaká (QBV 2007)

Cầu thủ đoạt giải xuất sắc nhất thế giới của FIFA:
- Marco van Basten – 1992
- George Weah – 1995
- Kaká – 2007

## Thống kê và thành tích

### Thống kê

Arrigo Sacchi và Baresi.

Kể từ ngày thành lập A.C. Milan đã tham gia 103 mùa giải thể thao chính thức cấp quốc gia Ý trong đó có 98 mùa ở cấp cao nhất của giải bóng đá Ý (75 mùa Serie A, 14 mùa Hạng nhất - Prima Categoria, 5 mùa Giải hạng nhất - Prima Divisione và 4 mùa Hạng quốc gia - Divisione Nazionale) và 2 mùa ở cấp thứ hai của giải bóng đá Ý (Serie B), có 3 mùa A.C. Milan không vượt qua được vòng bảng của vùng Lombardia (1905, 1909 và 1913-1914). Tổng cộng A.C. Milan đã 18 lần vô địch mùa giải, ngoài ra câu lạc bộ đứng thứ nhì 15 lần, đứng thứ ba 21 lần tức là tỉ lệ đứng trên bục nhận giải (nhóm 3 đội dẫn đầu) của A.C. Milan trong 103 mùa là 51%. Trận thắng đậm nhất của A.C. Milan ở sân nhà là trước Audax Modena với tỉ số 13-0 vào ngày 4 tháng 10 năm 1914, kỷ lục này ở sân khách là trận thắng Ausonia 10-0 ngày 21 tháng 10 năm 1919. Trận thua đậm nhất của A.C. Milan trên sân nhà là trận thua 0-8 trước Bologna vào ngày 5 tháng 11 năm 1922, ba trận thua trên sân khách đậm nhất của câu lạc bộ là 2-8 trước Juventus vào ngày 10 tháng 7 năm 1927, 0-6 cũng trước Juventus vào ngày 25 tháng 10 năm 1925 và 0-6 trước Ajax ở Siêu cúp châu Âu vào ngày 16 tháng 1 năm 1974.
Hai đối thủ truyền thống của A.C. Milan là Juventus (201 lần đối đầu), Inter (199 lần đối đầu) và Torino (188 lần đối đầu). Tại giải vô địch quốc gia Ý, Juventus là câu lạc bộ gặp A.C. Milan nhiều lần nhất với 180 trận trong đó trận đấu chính thức đầu tiên là vào ngày 28 tháng 4 năm 1901 tại Torino. Tại giải quốc gia Milan có tỉ lệ thắng phần lớn cao hơn các đối thủ khác trừ ba ngoại lệ là Juventus (Milan thắng 61, thua 70), Alessandria (thắng 15 và thua 16) và Pro Vercelli (thắng 13 và thua 14).

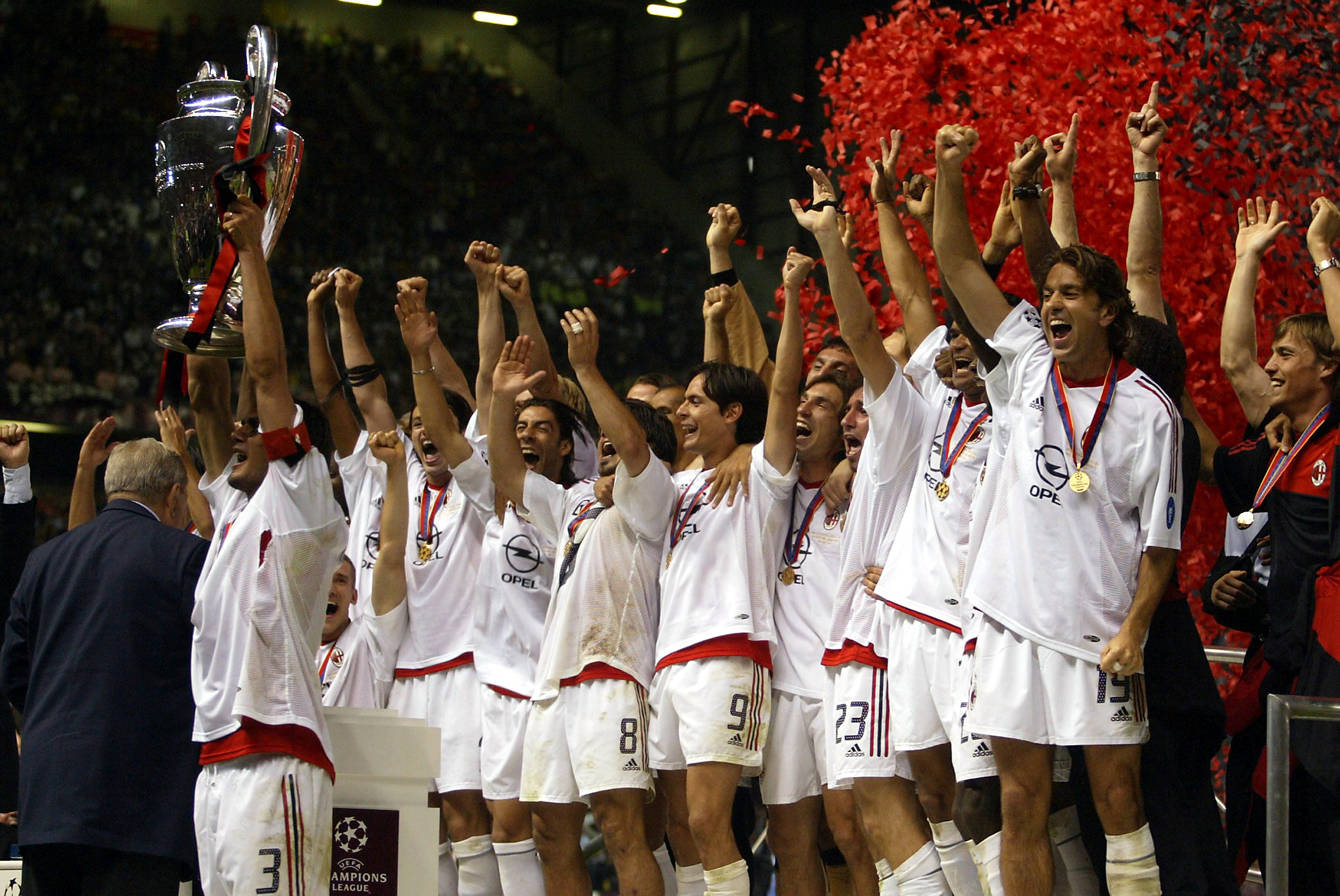
Milan giương cao chức vô địch châu Âu năm 2003.

Ở Serie A, A.C. Milan đang giữ một số kỉ lục như chuỗi trận không thua liên tiếp dài nhất (58 trận), đứng đầu nhiều vòng liên tiếp nhất (72 vòng đấu từ 6 tháng 10 năm 1991 tới 31 tháng 10 năm 1993), có chiến thắng lớn nhất trên sân khách (thắng Genoa 0-8 mùa 1954-1955, ngang bằng tỉ số trận Venezia-Padova 0-8 mùa 1949-1950), có nhiều cầu thủ giành danh hiệu vua phá lưới nhất (16 lần) và có thủ môn giữ kỷ lục về thời gian không để lọt lưới liên tiếp (Sebastiano Rossi với 929 phút vào mùa giải Serie A 1993-1994).
Trong lịch sử Serie A thì A.C. Milan là đội duy nhất từng vô địch mà không thua một trận đấu nào trong suốt mùa giải. Đó là vào mùa giải 1991-1992 khi đội bóng của huấn luyện viên Fabio Capello trải qua 34 vòng đấu đã thắng 22 trận, hòa 12 trận, ghi được 74 bàn và chỉ để thủng lưới 21 bàn. Trước đó từng có một câu lạc bộ khác không thua trận nào trong mùa giải Serie A, đó là Perugia vào mùa giải 1978-1979, tuy nhiên câu lạc bộ này chỉ kết thúc mùa giải ở vị trí thứ hai còn đội vô địch năm đó lại chính là A.C. Milan.
Tại Cúp quốc gia Ý A.C. Milan đã tham dự 12 trận chung kết và giành chiến thắng 5 lần. Câu lạc bộ cũng chiến thắng 5 lần trong tổng số 8 lần tham gia Siêu cúp Ý. Trong số các câu lạc bộ bóng đá Ý, chỉ có Juventus có số trận chung kết cúp cấp quốc gia của Ý ngang bằng A.C. Milan, Juventus từng tham gia 13 trận chung kết Cúp quốc gia và 7 trận chung kết Siêu cúp Ý.

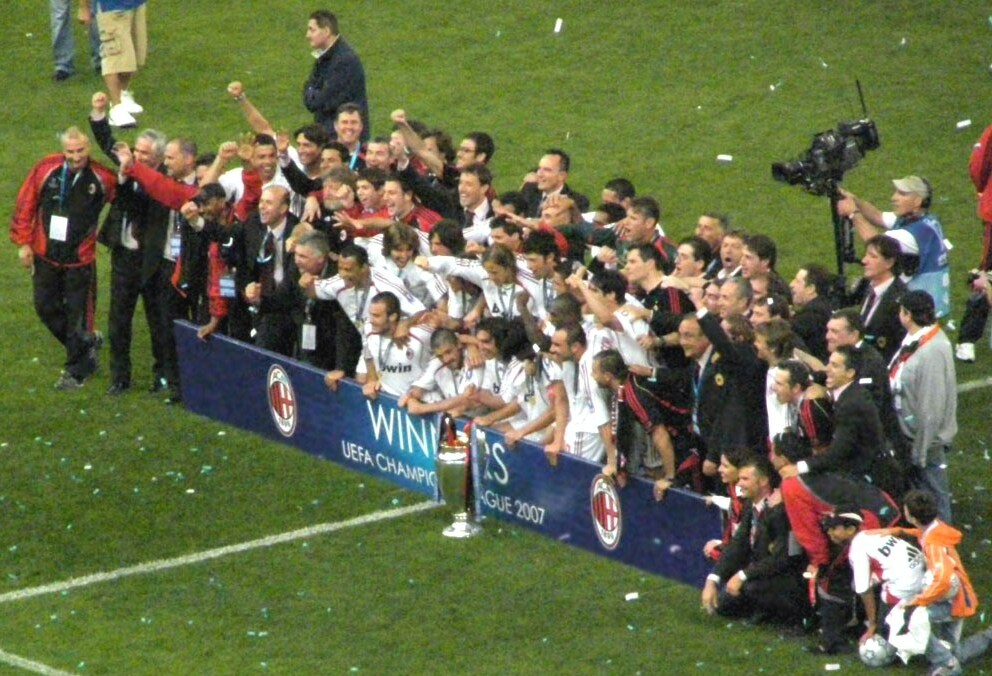
Chức vô địch năm 2007 sau khi đánh bại Liverpool.

Ở tầm quốc tế, A.C. Milan đã giành được tổng cộng 18 danh hiệu quốc tế bao gồm 7 chức Vô địch châu Âu, 2 Cúp các đội đoạt cúp, 5 Siêu cúp châu Âu, 3 Cúp Liên lục địa và 1 chức Vô địch các câu lạc bộ thế giới. Câu lạc bộ đã tham gia tổng cộng 29 trận chung kết ở các giải đấu quốc tế, một kỷ lục, với 11 trận chung kết Giải vô địch châu Âu (thắng 7), 3 trận chung kết Cúp các đội đoạt cúp các quốc gia châu Âu (thắng 2) 7 trận chung kết Siêu cúp châu Âu (thắng 5) và 8 trận chung kết Cúp Liên lục địa/Giải vô địch thế giới các câu lạc bộ (thắng 4). Trong số này, A.C. Milan vào 2 trận chung kết ở mùa giải 1993-1994 (gặp Parma ở Siêu cúp châu Âu và San Paolo ở Cúp Liên lục địa) là do được UEFA cử thay thế câu lạc bộ vô địch Giải vô địch châu Âu mùa 1992-1993 là Olympique de Marseille vừa bị kỷ luật do gian lận ở giải vô địch Pháp.
Đối thủ quốc tế truyền thống của A.C. Milan là hai câu lạc bộ Tây Ban Nha Real Madrid và Barcellona (11 lần đối đầu), tiếp đến là Ajax cùng Bayern München (10 lần đối đầu) và Porto (9 lần đối đầu).
Xét các con số thống kê cá nhân thì cầu thủ khoác áo A.C. Milan nhiều lần nhất là Paolo Maldini với 902 trận chính thức trong 25 mùa giải từ 1984 đến 2009, sau Maldini lần lượt là Franco Baresi (719 trận, 20 mùa giải), Alessandro Costacurta (663 trận, 21 mùa giải), Gianni Rivera (658 trận, 19 mùa giải) và Mauro Tassotti (583 trận, 17 mùa giải). Vua phá lưới mọi thời đại của A.C. Milan là tiền đạo người Thụy Điển Gunnar Nordahl với 221 bàn trong 8 mùa giải, tiếp đến là Andriy Shevchenko với 175 bàn trong 8 mùa giải, Gianni Rivera với 164 bàn trong 19 mùa giải, José Altafini với 161 bàn trong 7 mùa giải và Aldo Boffi với 136 bàn trong 9 mùa giải.
Đây cũng là câu lạc bộ đầu tiên từng có cầu thủ chiếm chọn cả ba vị trí đầu tiên của cuộc bình chọn Quả bóng vàng châu Âu và cũng là câu lạc bộ đầu tiên làm được điều này hai lần. Đó là vào hai năm 1988 khi bộ ba người Hà Lan của Milan là Marco van Basten, Ruud Gullit và Frank Rijkaard lần lượt xếp thứ nhất, nhì và ba trong cuộc bình chọn, và 1989 với các cầu thủ Marco van Basten, Franco Baresi và Frank Rijkaard (phải đến vào năm 2010, mới có một câu lạc bộ khác là F.C. Barcelona mới có lần đầu lập được thành tích này). Trong một cuộc thăm dò của tạp chí World Soccer thực hiện vào năm 2007, đội hình A.C. Milan với bộ ba "Hà Lan bay" Gullit-Rijkaard-Van Basten dưới thời huấn luyện viên Arrigo Sacchi được bầu chọn là đội hình cấp câu lạc bộ mạnh nhất trong lịch sử và tính chung chỉ thua đội hình các đội tuyển quốc gia Brasil năm 1970, Hà Lan năm 1974 và Hungary giai đoạn 1953-1954.

### Cầu thủ vô địch thế giới
Những cầu thủ sau đã giành được FIFA World Cup khi chơi cho Milan:
- Pietro Arcari (Ý 1934)
- Franco Baresi (Tây Ban Nha 1982)
- Fulvio Collovati (Tây Ban Nha 1982)
- Marcel Desailly (Pháp 1998)
- Roque Júnior (Hàn Quốc & Nhật Bản 2002)
- Gennaro Gattuso (Đức 2006)
- Alberto Gilardino (Đức 2006)
- Alessandro Nesta (Đức 2006)
- Filippo Inzaghi (Đức 2006)
- Andrea Pirlo (Đức 2006)

### Cầu thủ vô địch châu lục

#### Châu Âu
Những cầu thủ sau đã giành chức vô địch châu Âu UEFA khi chơi cho Milan:
- Angelo Anquilletti (Ý 1968)
- Giovanni Lodetti (Ý 1968)
- Pierino Prati (Ý 1968)
- Gianni Rivera (Ý 1968)
- Roberto Rosato (Ý 1968)
- Ruud Gullit (Tây Đức 1988)
- Marco van Basten (Tây Đức 1988)
- Gianluigi Donnarumma (Châu Âu 2020)

#### UEFA Nations League
Những cầu thủ sau đã vô địch UEFA Nations League khi chơi cho Milan:
- Theo Hernandez (Ý 2021)
- Mike Maignan (Ý 2021)

#### Nam Mỹ
Những cầu thủ sau đã giành Copa América khi chơi cho Milan:
- Lucas Paquetá (Brasil 2019)

#### Châu Phi
Những cầu thủ sau đây đã giành được Cúp bóng đá châu Phi khi chơi cho Milan:
- Fodé Ballo-Touré (Cameroon 2021)

### Cúp Liên đoàn các châu lục
Những cầu thủ sau đã giành được FIFA Confederations Cup khi chơi cho Milan:
- Leonardo (Ả Rập Xê Út 1997)
- Kaká (Đức 2005) – (Nam Phi 2009)
- Dida (Đức 2005)
- Alexandre Pato (Nam Phi 2009)

### Danh sách cầu thủ khoác áo nhiều nhất

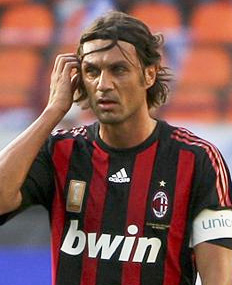
Paolo Maldini

| #  | Tên                   | Giai đoạn           | Số trận |
| -- | --------------------- | ------------------- | ------- |
| 1  | Paolo Maldini         | 1984–2009           | 902     |
| 2  | Franco Baresi         | 1977–1997           | 719     |
| 3  | Alessandro Costacurta | 1986 1987–2007      | 663     |
| 4  | Gianni Rivera         | 1960–1979           | 658     |
| 5  | Mauro Tassotti        | 1980–1997           | 583     |
| 6  | Massimo Ambrosini     | 1995–1997 1998–2013 | 489     |
| 7  | Gennaro Gattuso       | 1999–2012           | 468     |
| 8  | Clarence Seedorf      | 2002–2012           | 432     |
| 9  | Angelo Anquilletti    | 1966–1977           | 418     |
| 10 | Cesare Maldini        | 1954–1966           | 412     |

### Danh sách cầu thủ ghi bàn nhiều nhất

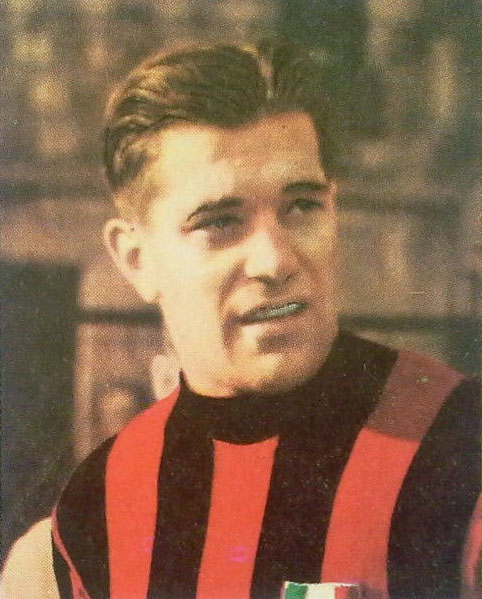
Gunnar Nordahl.

| #  | Tên               | Giai đoạn           | Bàn thắng |
| -- | ----------------- | ------------------- | --------- |
| 1  | Gunnar Nordahl    | 1949–1956           | 221       |
| 2  | Andriy Shevchenko | 1999–2006 2008–2009 | 175       |
| 3  | Gianni Rivera     | 1960–1979           | 164       |
| 4  | José Altafini     | 1958–1965           | 161       |
| 5  | Aldo Boffi        | 1936–1945           | 131       |
| 6  | Filippo Inzaghi   | 2001–2012           | 126       |
| 7  | Marco van Basten  | 1987–1995           | 124       |
| 8  | Giuseppe Agostino | 1921–1932           | 106       |
| 9  | Kaká              | 2003–2009 2013–2014 | 104       |
| 10 | Pierino Prati     | 1966–1973           | 102       |

### 10 bản hợp đồng mua về đắt giá nhất

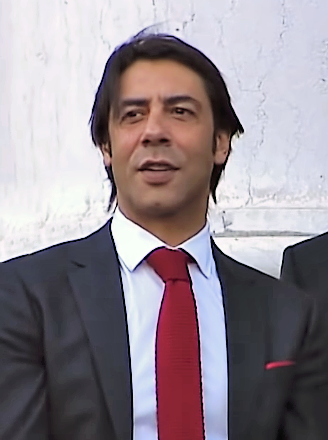
Rui Costa

| #  | Cầu thủ            | Mức phí     | Từ         | Thời gian |
| -- | ------------------ | ----------- | ---------- | --------- |
| 1  | Rui Costa          | €50.000.000 | Fiorentina | 2001      |
| 2  | Leonardo Bonucci   | €42.000.000 | Juventus   | 2017      |
| 3  | André Silva        | €38.000.000 | Porto      | 2017      |
| 4  | Alessandro Nesta   | €33.000.000 | Lazio      | 2002      |
| 5  | Carlos Bacca       | €30.000.000 | Sevilla    | 2015      |
| 6  | Filippo Inzaghi    | €28.500.000 | Juventus   | 2001      |
| 7  | Andrea Bertolacci  | €25.000.000 | Roma       | 2015      |
| 8  | Alberto Gilardino  | €25.000.000 | Parma      | 2005      |
| 9  | Zlatan Ibrahimović | €24.000.000 | Barcelona  | 2011      |
| 10 | Andrea Conti       | €24.000.000 | Atalanta   | 2019      |

### 10 bản hợp đồng bán đi đắt giá nhất

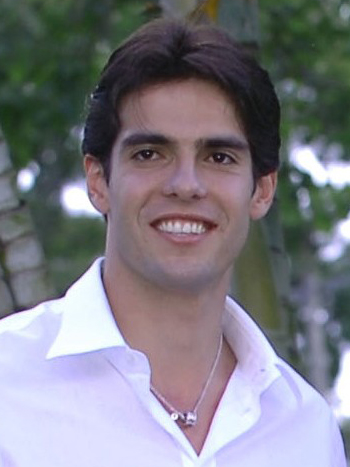
Kaká

| #  | Cầu thủ             | Mức phí     | Đến                 | Thời gian |
| -- | ------------------- | ----------- | ------------------- | --------- |
| 1  | Ricardo Kaká        | €65.000.000 | Real Madrid         | 2009      |
| 2  | Andriy Shevchenko   | €43.000.000 | Chelsea             | 2006      |
| 3  | Thiago Silva        | €42.000.000 | Paris Saint-Germain | 2012      |
| 4  | Zlatan Ibrahimović  | €21.000.000 | Paris Saint-Germain | 2012      |
| 5  | Mario Balotelli     | €20.000.000 | Liverpool           | 2014      |
| 6  | Alexandre Pato      | €15.000.000 | Corinthians         | 2013      |
| 7  | Yoann Gourcuff      | €15.000.000 | Bordeaux            | 2009      |
| 8  | Alberto Gilardino   | €14.000.000 | Fiorentina          | 2008      |
| 9  | Klaas-Jan Huntelaar | €14.000.000 | Schalke 04          | 2010      |
| 10 | Stephan El Shaarawy | €13.000.000 | Roma                | 2016      |

## Danh hiệu

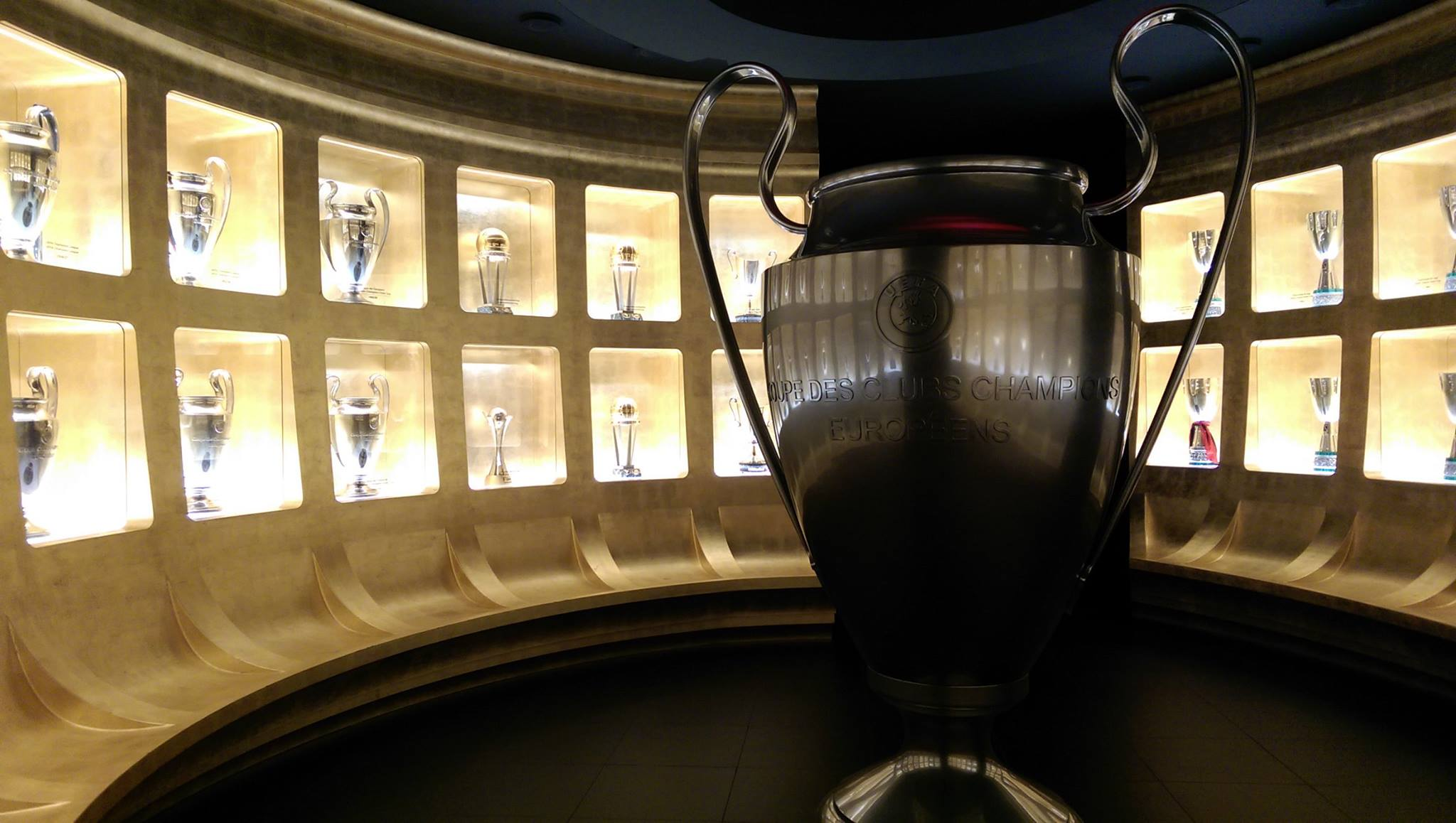
Bảo tàng danh hiệu của Milan.

Milan là một trong những câu lạc bộ thành công nhất tại Ý, đã giành tổng cộng 30 danh hiệu lớn, và là một trong những câu lạc bộ thành công nhất trên thế giới về danh hiệu quốc tế cho đến tháng 2 năm 2014. Milan bây giờ là câu lạc bộ thứ ba thành công nhất sau Real Madrid và Al Ahly với kỷ lục 14 danh hiệu châu Âu và 4 danh hiệu thế giới. Milan đã giành được quyền đặt một ngôi sao trên áo với biểu trưng công nhận rằng họ đã giành được hơn mười Scudetto. Ngoài ra, câu lạc bộ được vĩnh viễn được in một huy hiệu đại diện cho người chiến thắng trên áo khi đã giành được nhiều hơn năm chức vô địch cúp châu Âu.

### Quốc nội
Vô địch quốc gia Ý: 19
- 1900–01, 1905–06, 1906–07, 1950–51, 1954–55, 1956–57, 1958–59, 1961–62, 1967–68, 1978–79
- 1987–88, 1991–92, 1992–93, 1993–94, 1995–96, 1998–99, 2003–04, 2010–11, 2021–22

 Cúp quốc gia Ý: 5
- 1966–67, 1971–72, 1972–73, 1976–77, 2002–03

 Siêu cúp quốc gia Ý: 8
- 1988, 1992, 1993, 1994, 2004, 2011, 2016, 2024

 Giải hạng nhì quốc gia Ý: 2
- 1980–81, 1982–83

### Quốc tế
UEFA Champions League/Cúp C1: 7
- 1962–63, 1968–69, 1988–89, 1989–90, 1993–94, 2002–03, 2006–07

 UEFA Cup Winners' Cup/Cúp C2: 2 
- 1967–68, 1972–73

 UEFA Super Cup/Siêu cúp châu Âu: 5
- 1989, 1990, 1994, 2003, 2007

 Intercontinental Cup: 3
- 1969, 1989, 1990

 FIFA Club World Cup: 1
- 2007